# معماری رمانسک

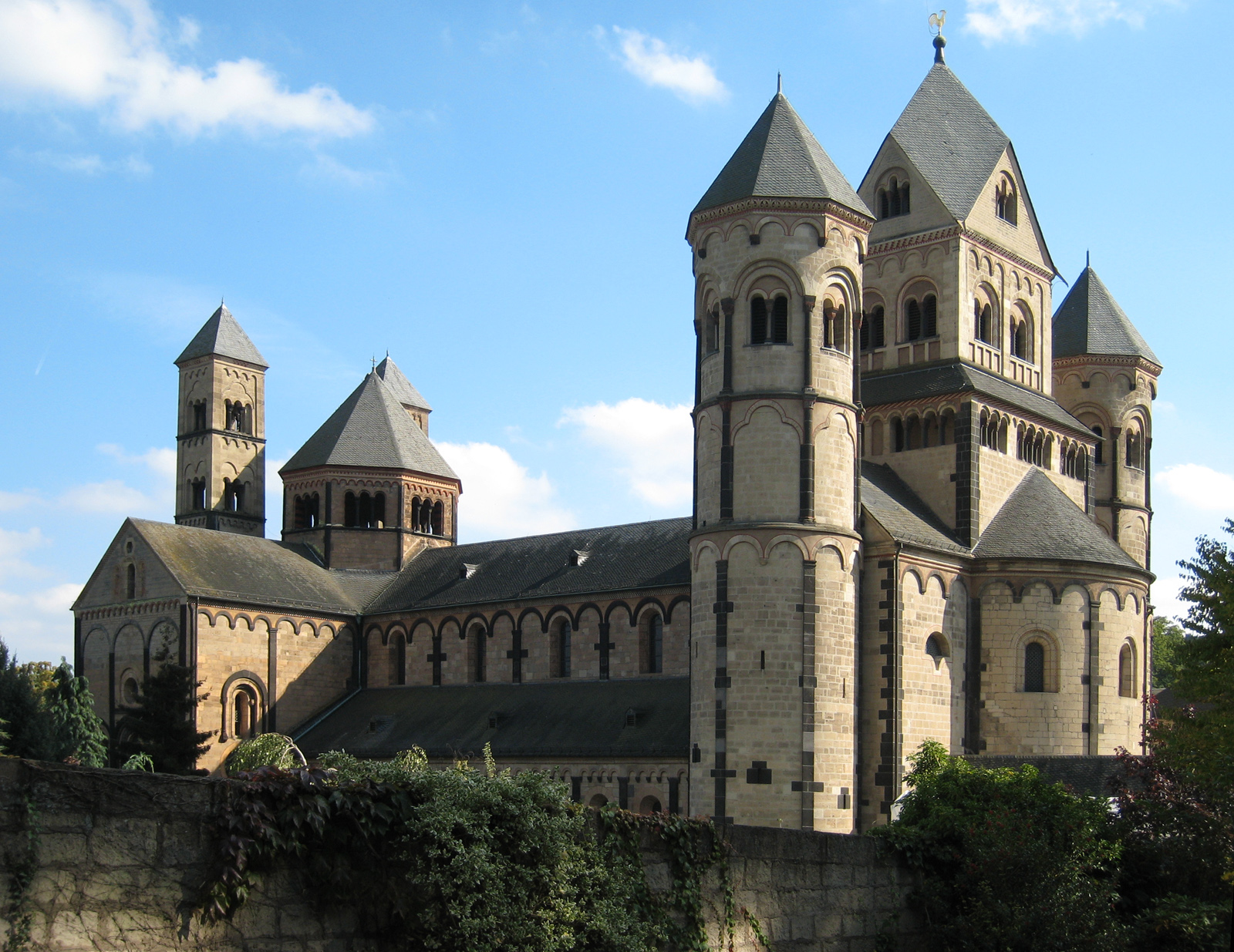
ابی ماریا لاچ، آلمان

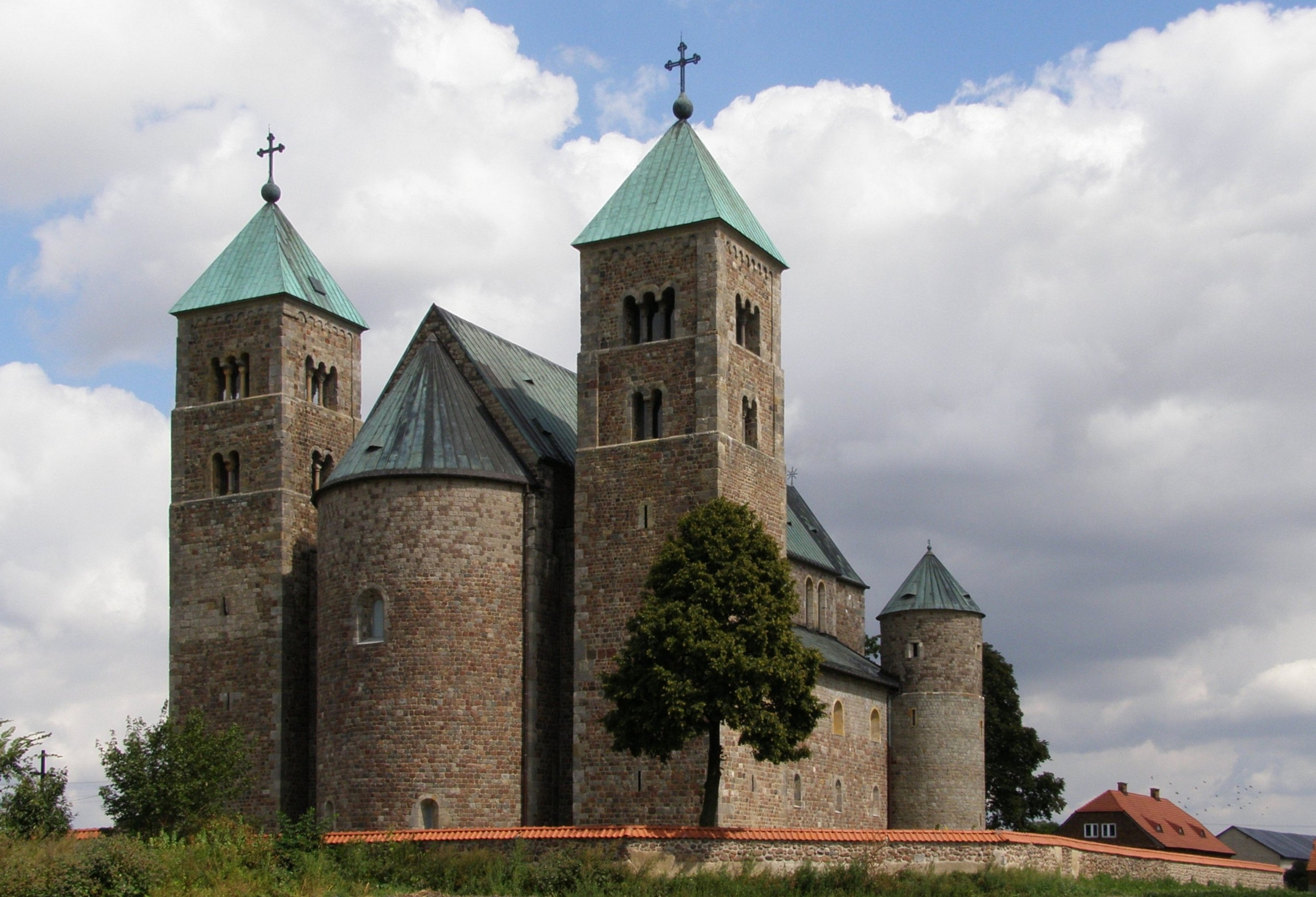
کلیسای کلیمی توم، لهستان

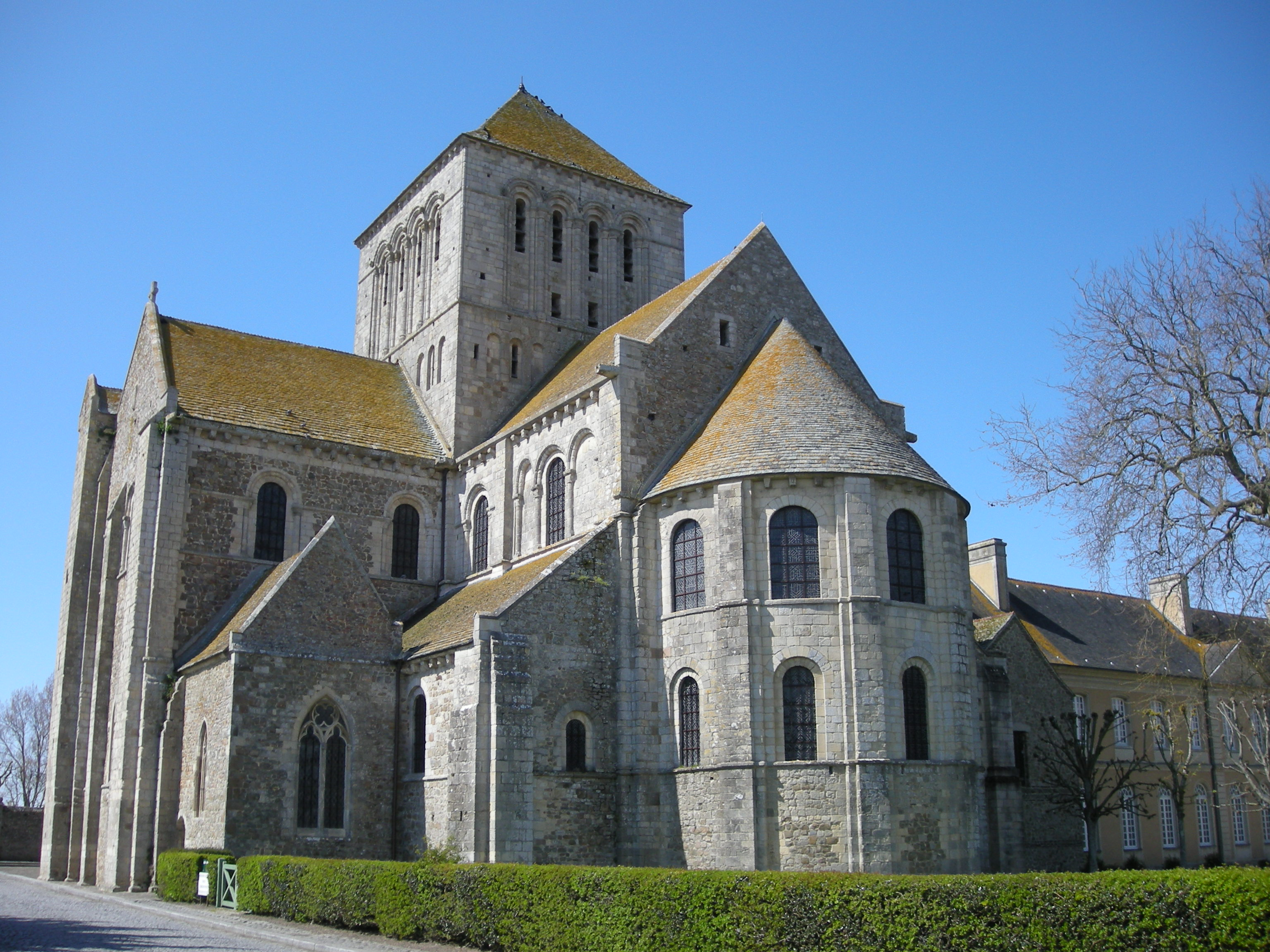
نرماندی، فرانسه

معماری رمانسک (Romanesque) سبک معماری اروپایی است که از قرن ۱۰ تا ۱۲ میلادی در اروپا رواج داشت و طاق رومی یا همان نیم‌دایره‌ای، بارزترین شاخصهٔ آن به حساب می‌آید.
معماری رومانسک اصطلاحی است که جهت تشریح موضوعی از اروپا که معماری را در اواخر قرن ۱۰ تحت تأثیر قرار داد و در روش گوتیک دخالت خود در طول قرن ۱۲. روش رومانسیک در انگلستان به صورت سنتی‌تری به نام معماری نورمان خوانده شد.
معماری رومانسیک با کیفیت توده‌ای آن، دیوارهای ضخیمش، طاقهای گردش، پایه‌ها محکم، تاق‌های فنری برج‌های بزرگ و دالان‌های تزئین شده‌اش شناخته شده‌است. هر ساختمانی شکل واضحی را نشان می‌دهد و به ندرت دارای نقشه‌های معمولی متقارن هستند بنابراین نمای کلّی آن‌ها نسبت به ساختمان‌های گوتیک که دنباله‌رو آن‌ها است ساده‌تر به نظر می‌رسد. این روش درست در طول اروپا قابل تشخیص است علی‌رغم خصوصیات علی و مواد مصرفی متفاوت. اگرچه قلعه‌های زیادی در این دوره وجود داشت اما آن‌ها قابل قیاس با کلیساهای غیرقابل شمارش که بهترین آن‌ها کلیساهای صومعه بود نیستند بیشتر آن‌ها هنوز موجودند که کامل و به‌ندرت قابل استفاده. کاندرال زیر، چپ و کلیسای گوتیک بانوی ما
رومانسیک ابتدا به وسیله چارلز و می‌گرویل باستان‌شناس به‌کار رفت او در اوایل قرن ۱۹ جهت تشریح معماری اروپای غربی از قرن ۳الی ۵ زمانی که تاریخ بیشتر ساختمان‌ها مشخص نبود به کاربرد بنابراین شرح آن قابل اثبات نیست.
این اصطلاح در حال حاضر برای دوران محدودتری از اواخر قرن ۱۰ قرن ۱۲ به کار می‌رود. لغت جهت توضیح روشی به کار می‌رود که قرون وسطایی شناخته شده و دلالت بر گوتیک دارد هنوز طاقهای رومی را در خود دارد و بنابراین به نظر می‌رسد ادامه پشت روم باشد البته خیلی ساده‌تر و نوعی با تکنیک‌های حاذقانه کمتر است.
اصطلاح پیش-رومانسیک بعضی مواقع به معماری آلمان در دوران کارولینگیان و اوتانیان گفته می‌شود در حالی که رومانسیک اولیه به ساختمان‌های ایتالیائی، اسپانیائی و قسمتی از فرانسه که خصوصیات رومانسیک دارند اما از لحاظ زمانی به دوران ماقبل صومعه کلانی می‌رسند گفته می‌شود.

## ویژگی
این سبک بر پایهٔ شیوه‌های معماری رومی‌ها استوار است و با ویژگی‌هایی همچون دیوارهای ضخیم، طاق‌های گرد و برج‌های بزرگ شناخته می‌شود. تمامی مناطقی که زمانی بخشی از امپراطوری روم بوده‌اند، ویرانه‌هایی از آن دوران را در برمی‌گیرند و طاق، ویژگی مشترک بیشتر آن‌ها به‌شمار می‌رود. شاید عده‌ای به رمانسک صرفاً به چشم دوره‌ای برای انتقال به گوتیک نگاه کنند؛ اما نباید این نکته را فراموش کرد که سبک رمانسک از دل عصر تاریکی (Dark Ages) بیرون آمد و به اروپا روشنایی بخشید. بسیاری از کلیساهای آلمان از جمله ۱۲ کلیسای رمانسک کلن(Twelve Romanesque churches of Cologne) به این دوره تعلق دارند. یکی از مهم‌ترین ساختمان‌های رمانسک کشور آلمان، کلیسای جامع اشپیر (Speyer Cathedral) است که در قرن ۱۱ میلادی، بزرگ‌ترین ساختمان در دنیای مسیحیت و نمادی از قدرت خاندان سالیان (Salian) به‌شمار می‌رفت.

## دوره‌های معماری رمانسک
معماری رمانسک را می‌توان به‌طور کلی به ۲ دورهٔ رمانسک اولیه و سبک رمانسک تقسیم کرد. رمانسک اولیه یا همان آغازین (First Romanesque) به ساختمان‌هایی در ایتالیا، اسپانیا و بخش‌هایی از فرانسه گفته می‌شود که ویژگی‌های سبک رومانسک را در برمی‌گیرند و آن را با نام رمانسک لمباردی (Lombard Romanesque) نیز می‌شناسند. این ساختمان‌ها در اواخر قرن ۱۰ میلادی و قبل از تأثیر صومعه کلونی (Cluny Abbey) بر روی معماری ساخته شده‌اند و در نتیجه، بسیار ساده‌تر و غیر حرفه‌ای‌تر هستند. دیوارهای ضخیم، عدم استفاده از مجسمه و به کار گرفتن طاق‌های تزئینی با الگوهای ریتمیک از جمله ویژگی‌های رمانسک لمباردی به‌شمار می‌رود.

## تاریخ
بامبورگ کاتدرال، مطلبی مجزا از تعداد زیادی از کلیساهای بزرگ رومانسیک از سنت آلمان ارائه داده‌است. معماری رومانسیک یک روش متمایز بود که در سطح اروپا از زمان امپراتوری رومان انتشار یافت. علی‌رغم نقش هنر تاریخی قرن نوزدهم که معماری رومانسیک ادامه‌ای از رومان بود در حقیقت تکنیک‌های ساختمان‌سازی رومان با آجر و سنگ به شدت در بیشتر قسمت‌های اروپا از بین رفته بود و در بیشتر کشورهای شمالی اصلاً پذیرفته نشده بود مگر در ساختمان‌های اداری، در حالی‌که در اسکاندیناوی اصلاً شناخته نشود.
مدت زمان کمی پس از آخن کاتدرال دستنویس‌های قابل ملاحظه‌ای از قرن ۹ وجود دارد که نشان‌دهنده نقشه ساختمان صومعه اس تی گان در سوئیس است نقشه‌ای با تمام جزئیات است با دیرنشین‌های مختلف و سطوح عملکرد آنها. بزرگ‌ترین ساختمان کلیسا است که نقشه آن به‌طور متمایزی آلمانی است. دارای دو برآمدگی در دو انتهایش است همچنین سازماندهی که دارد عموماً درجای دیگری دیده نمی‌شود. خصوصیت دیگر کلیسا تقسیم‌بندی منظم، نقشهٔ گرد برج صلیب است که مقیاسی است برای تمام نقشه. این خصوصیات هر دو در رومانسیک پیشین کلیسای مایکلز در هیلدسهایم آلمان دیده می‌شود ۱۰۳۰–۱۰۰۱.
معماری روش رومانسیک به‌طور هم‌زمان در شمال ایتالیا، قسمت‌هایی از فرانسه و پنسیلوانیای ایبریایی در قرن دهم و قبل از تأثیرگذاری صومعه‌های کلونی گسترش یافت. این روش را بعضی مواقع رومانسیک اولیه یا لامبارت رومانسیک می‌نامند که خصوصیات آن: دیوارهای ضخیم، فقدان مجسمه و وجود طاق
های تزئینی ریتمیک به عنوان کمربند لامبارت شناخته شده‌است.

## سیاست
کاتدرال ساینت فرانت، پری جوکس، فرانسه دارای پنج گنبد شبیه کلیسای بیزانتین است اما با ساختمان رومانسیک.
چارل ماگنی به وسیلهٔ پاپ در روز کریسمس در سال ۸۰۰ بعد از میلاد در پیترز با سیلیکا به وسیله پاپ تاج‌گذاری شد به این منظور که امپراتوری روم غربی قدیم را بازسازی کند.
روند سیاسی چارل ماگنی ادامه یافت تا زمانی که بیشتر اروپا را تحت سیطره خود قرار داد. همراه با ورود تدریجی ایالت سیاسی مجزا که در حقیقت به ملت‌ها جوش خورده بودند. چه به وسیله وفاداران یا شکست خوردگان، پادشاهی آلمان به امپراتوری مقدس روم خاتمه داد. تصرف انگلیس به وسیلهٔ ویلیام، دوک نرماندی در هر بر ۱۰۶۶ باعث اتحاد آن کشور شد همچنین اتحاد ساختمان قلعه‌ها و کلیساها که باعث استحکام حضور نورمن شد.
در آن زمان هنگامی که ساختمان‌های به جا مانده از امپراتور روم قبلی روبه انحطاط نهاد و آموزش‌ها و صنعت آن ناپدید شد ساختمان‌های گنبدهای آجری و حکاکی‌های معماری تزئینی بدون تنزل با تمام جزئیات ادامه یافت. اگر چه به شکل عظیمی تا سقوط روم در امپراتوری مستحکم بیزانتین بدون تنزل ادامه یافت. کلیساهای گنبددار استانبول و اروپای شرقی معماری شهرهای معینی را تحت تأثیر قرار دادند. به‌خصوص از طریق تجارت و جنگ‌های صلیبی. قابل ملاحظه‌ترین ساختمان، مارکز باسیلیکا، ونیز است اما تعداد زیادی نمونه‌ها با معروفیت کمتر وجود دارد.
به‌خصوص در فرانسه مانند کلیسای سانیت، فرانت، پری گوکس و آنگولیم کاتدرال.
بیشتر اروپا به وسیله فئودالیسم تحت تأثیر قرار گرفتند. در فئودالیسم رعیت‌ها درازای خدمات ارتشی، تصدی زمین‌هایی را که در آن کار می‌کردند از رؤسای محلی گرفتند. نتیجه آن این بود که می‌توان آن‌ها را برتر نامید نه تنها در مشاجرت محلی بلکه جهت پیروی پادشاهان برای مسافرت در سطح اروپا به جهت جنگ‌های صلیبی اگر از آن‌ها خواسته می‌شد. جنگ‌های صلیبی ۱۲۷۰–۱۰۹۵ باعث مهاجرت افراد زیادی شد و همراه با آن‌ها عقاید و مهارت‌های تجاری انتقال یافت به‌خصوص آن‌هایی که در ساخت استحکامات و کارهای فلزی جهت آماده‌سازی ارتش دخالت داشتند که این موارد جهت، ساخت و تزئین ساختمان‌ها نیز به کار می‌رفت. مهاجرت مداوم مردم، رهبران، اشراف، اسقفها، صنعتگران و رعایا عامل مهمی درایجاد تجانس روش‌های ساختمان‌سازی و روش شناخته شده رومانسیک علی‌رغم تفاوت‌های محلی بود.
در کلیسای آندروز، کراکو، برج‌های جفت در نقشه هشت‌ضلعی هستند و گنبدهایی با روش دوران باروک دارند.

## مذهب
در سطح اروپا در اواخر قرن یازده و قرن دوازده رشد بی‌سابقه‌ای در تعداد کلیساها دیده می‌شود. تعداد زیادی از این ساختمان‌های بزرگ و کوچک هنوز موجودند از جمله کلیساهای بسیار شناخته شده مانند سانارماریا در کاسمدین روم، باپتیستری در فلورانست و سان ژنوماگیوردر ورانو.

## نگارخانه

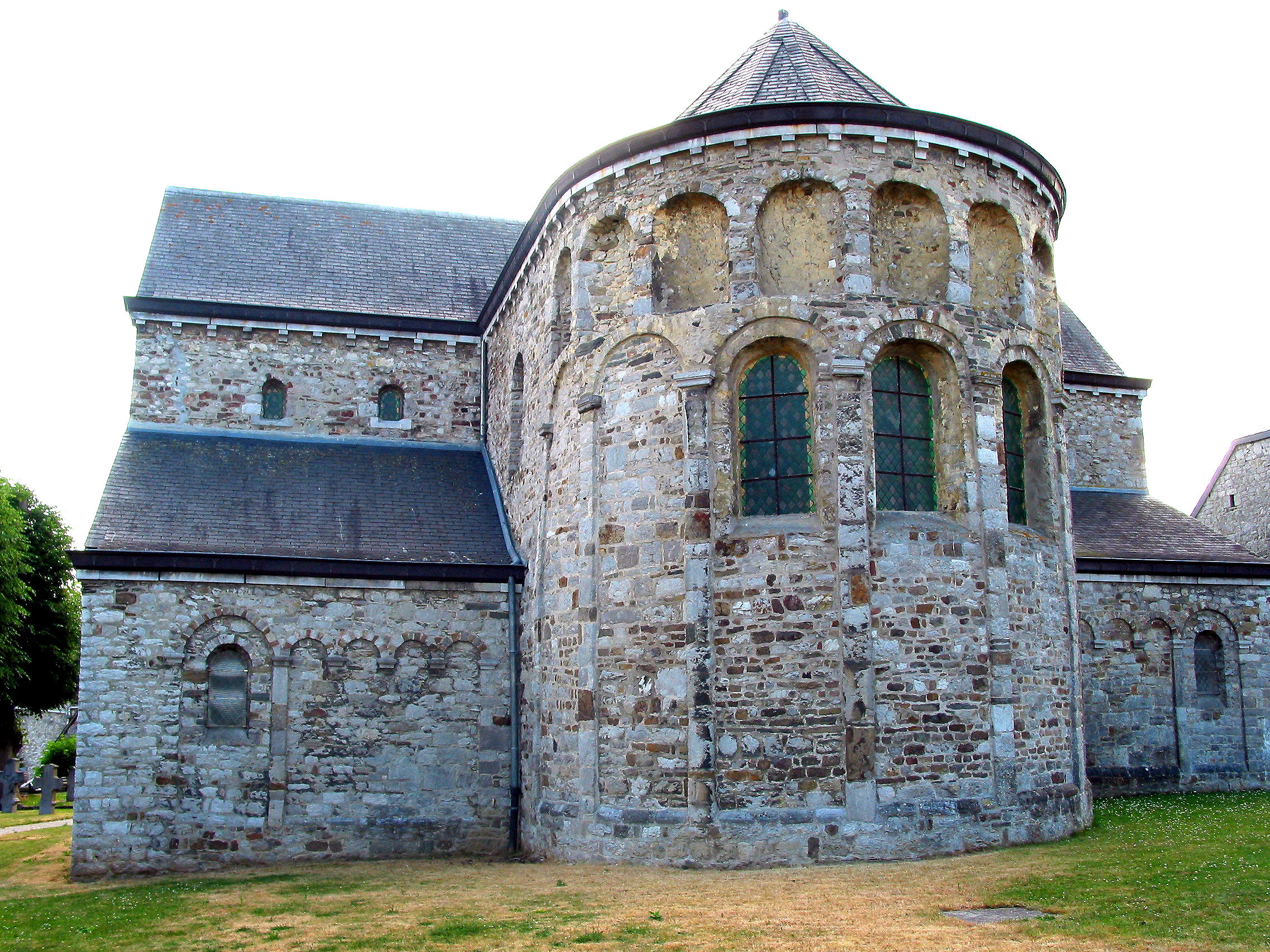
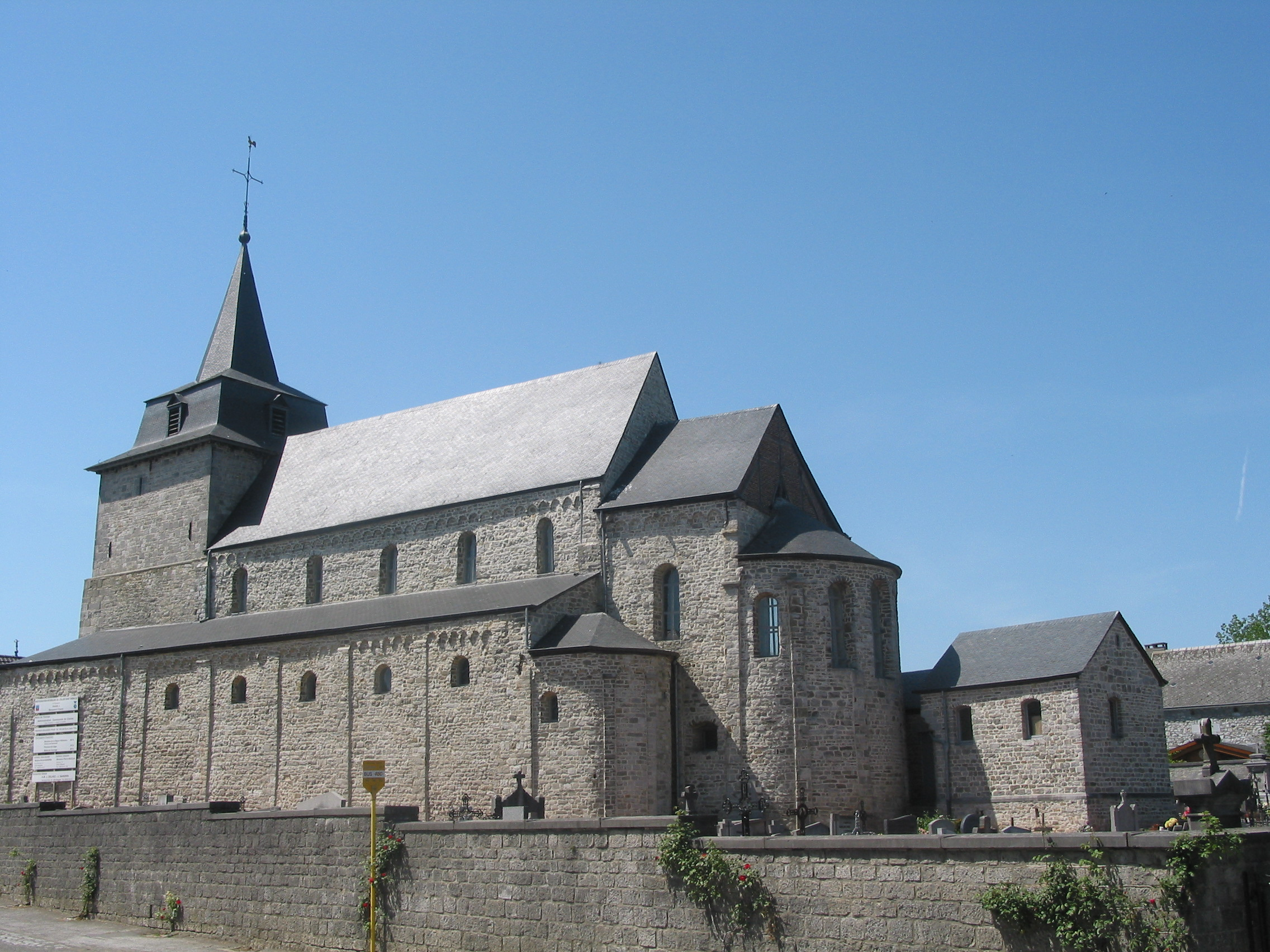
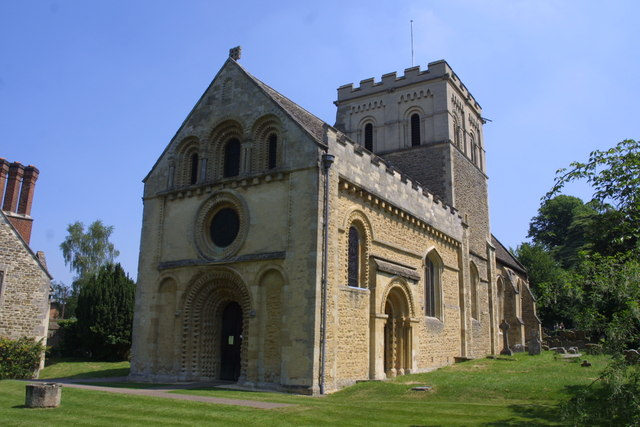
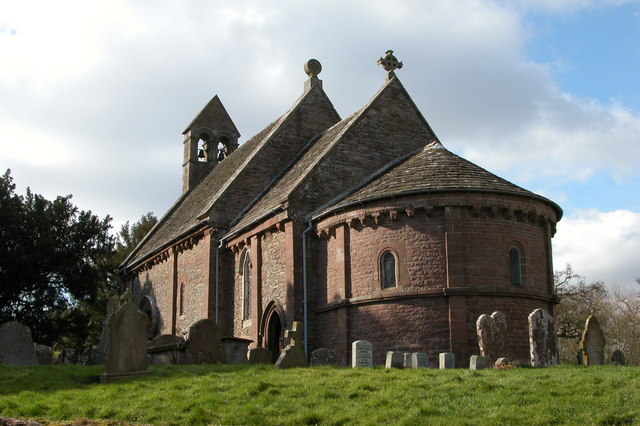
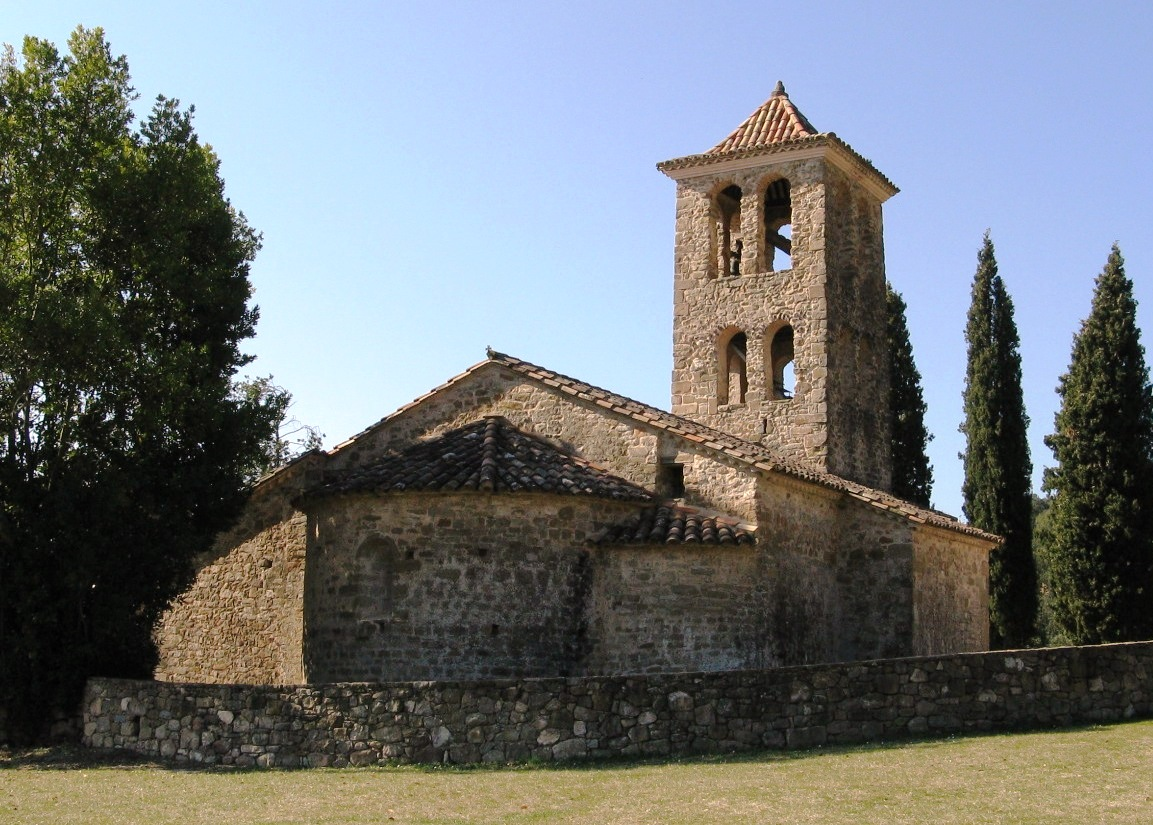
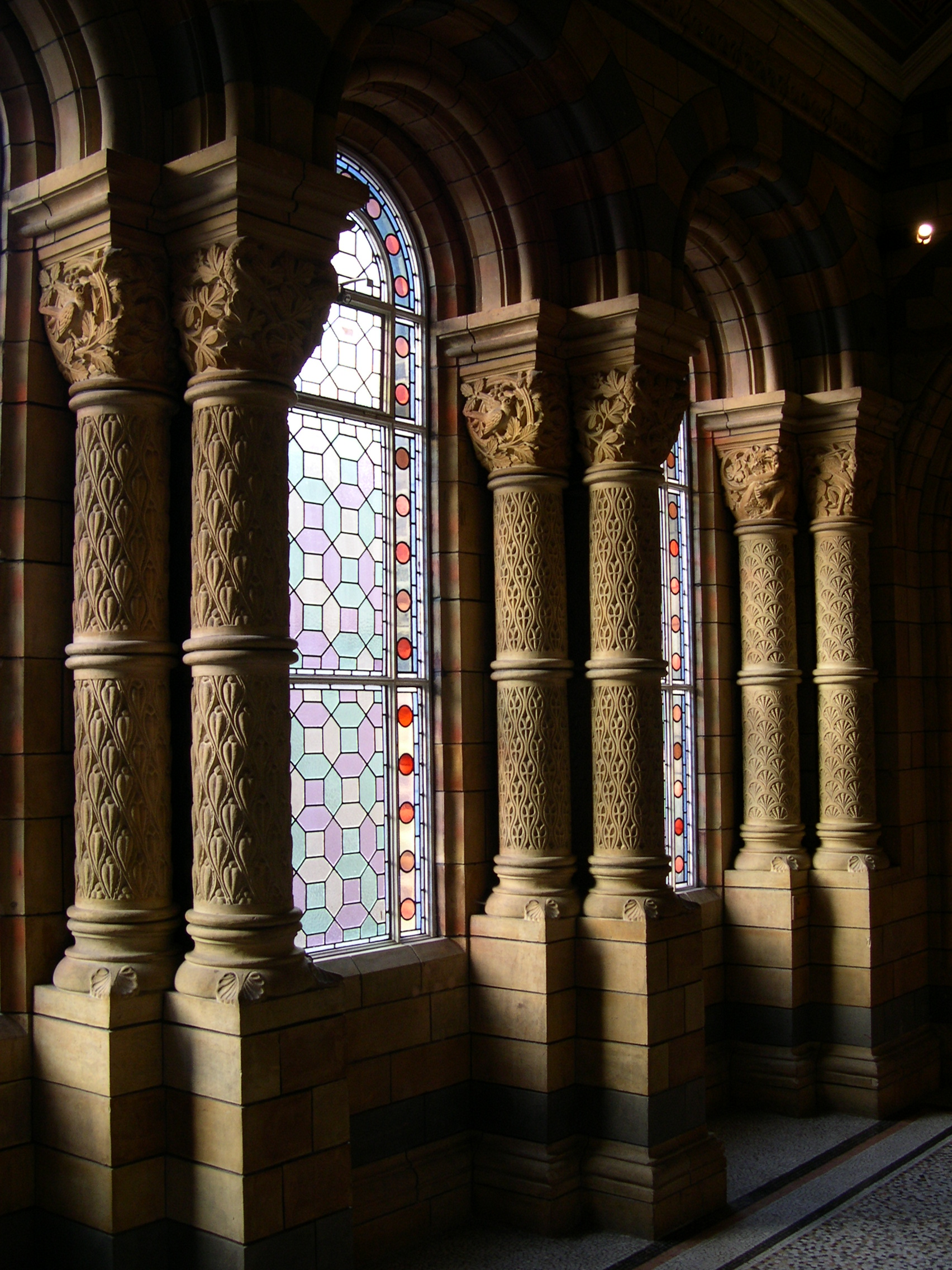
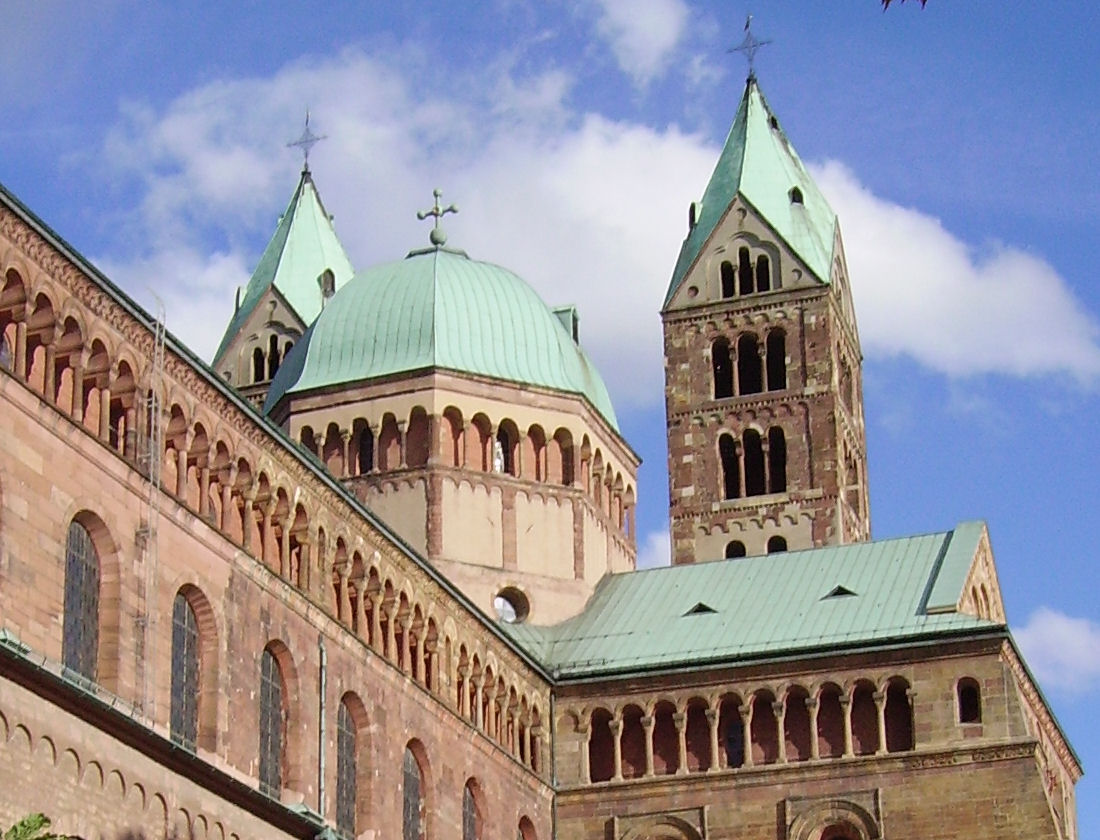
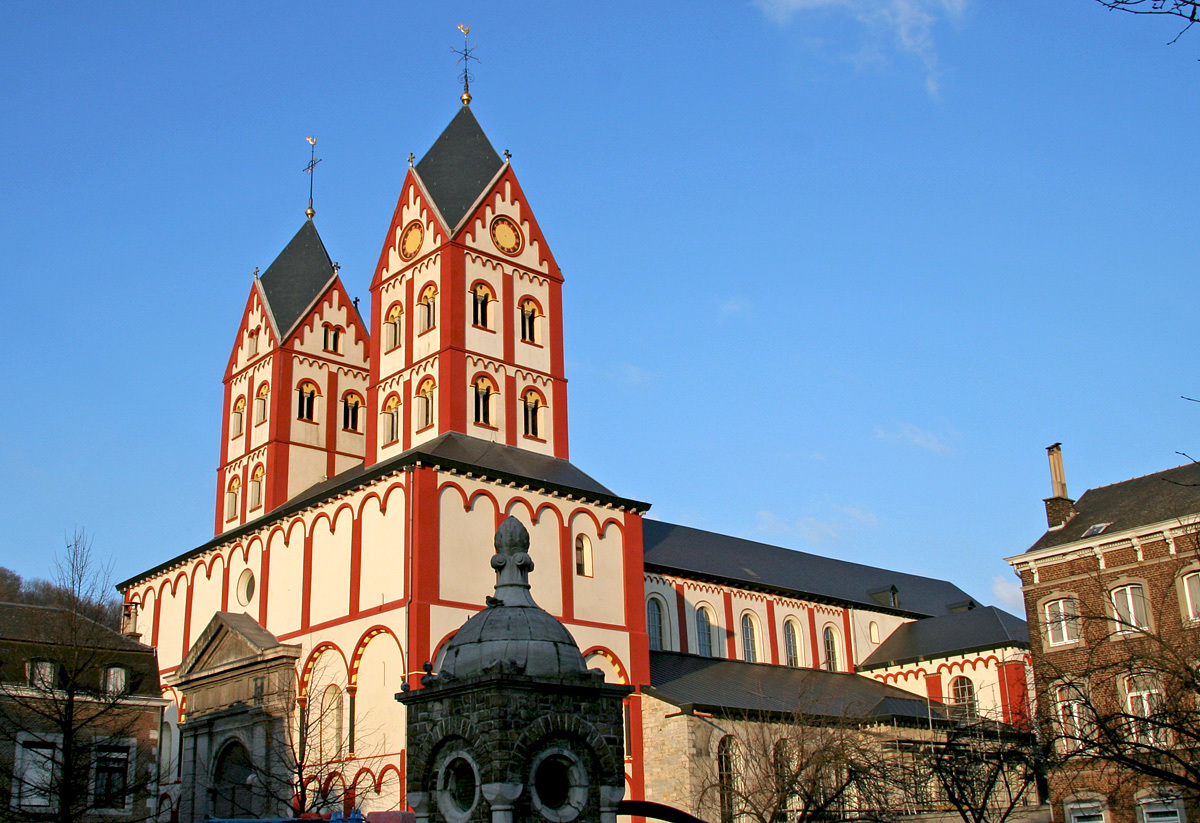
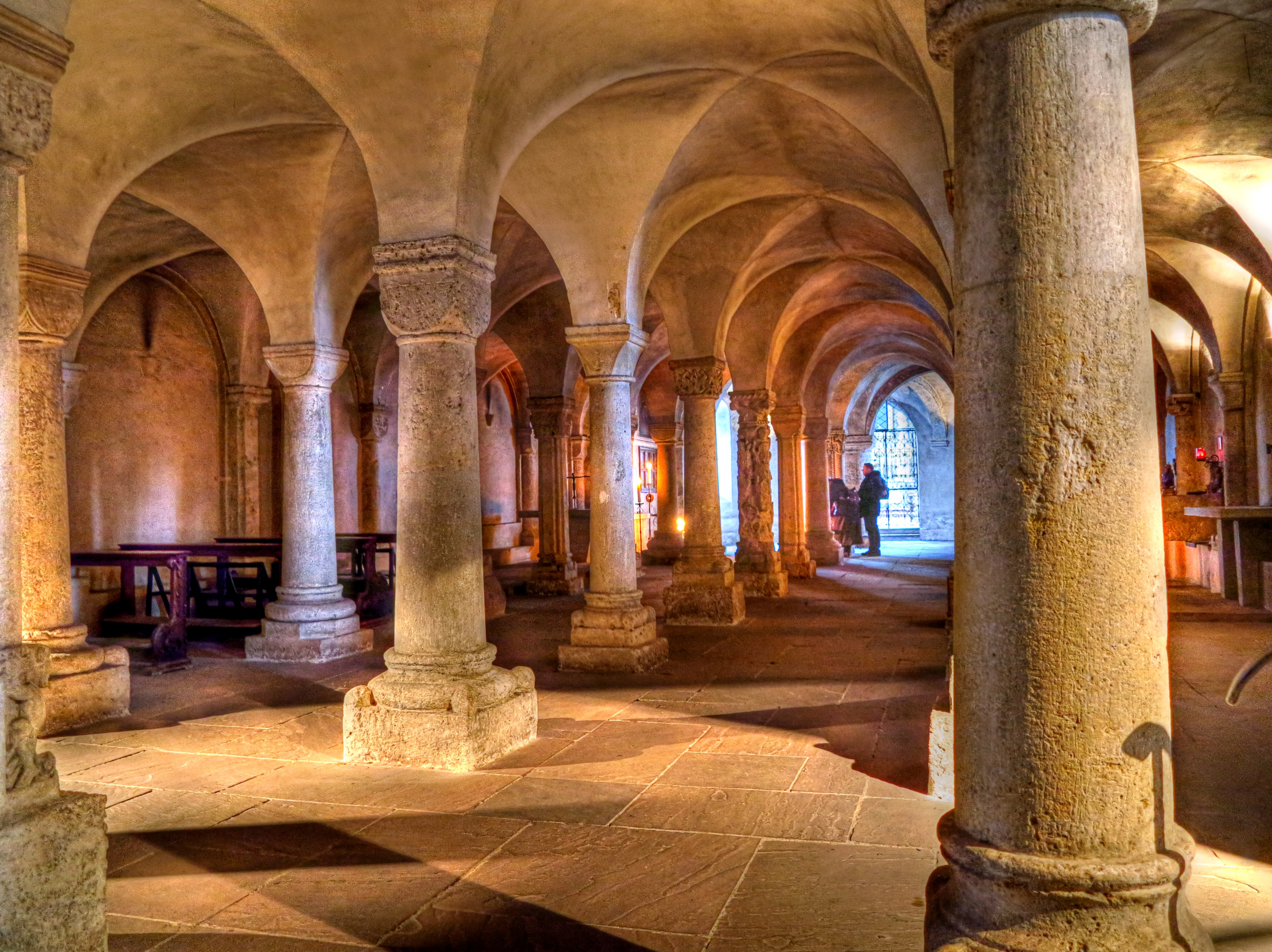
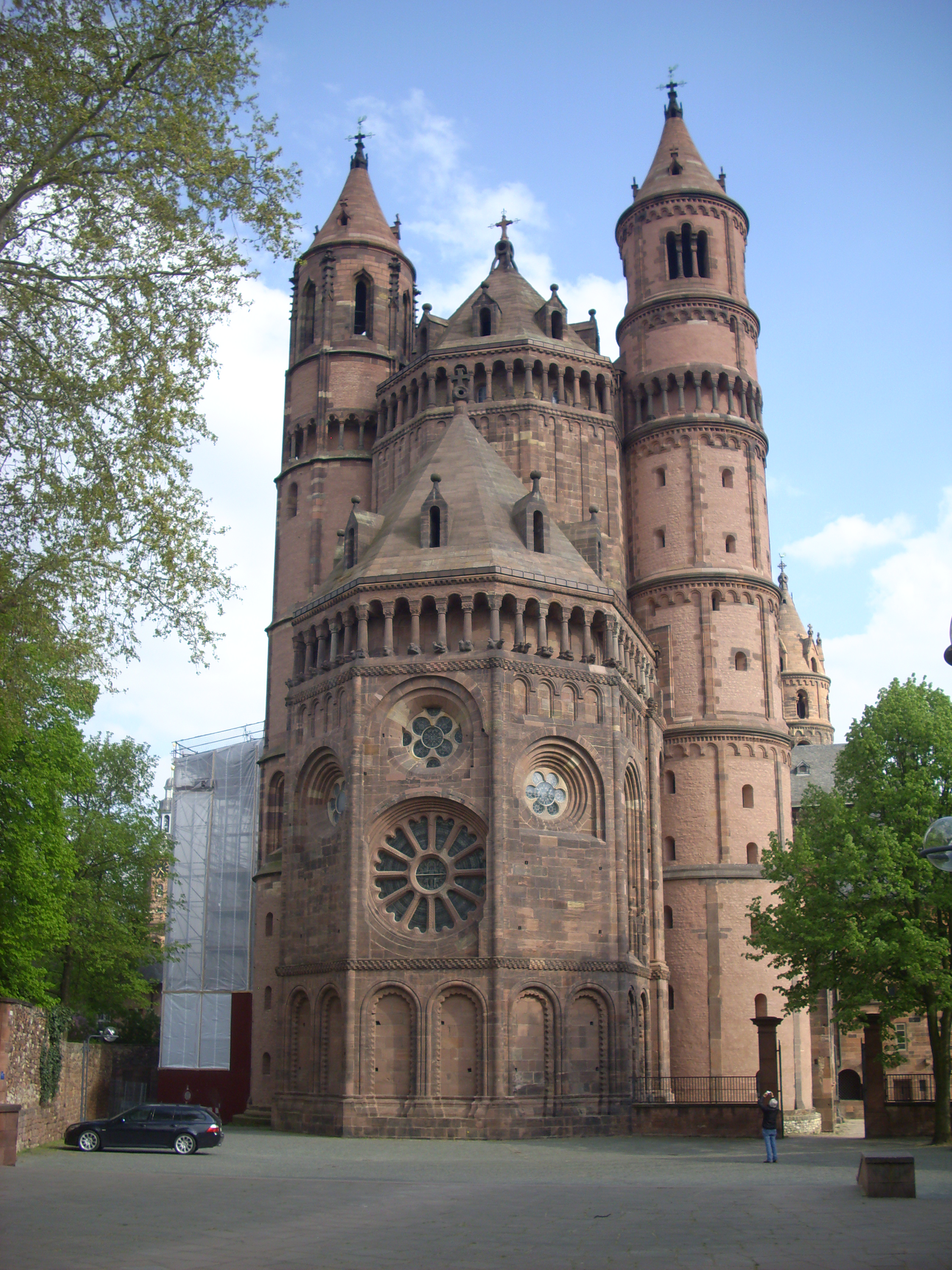
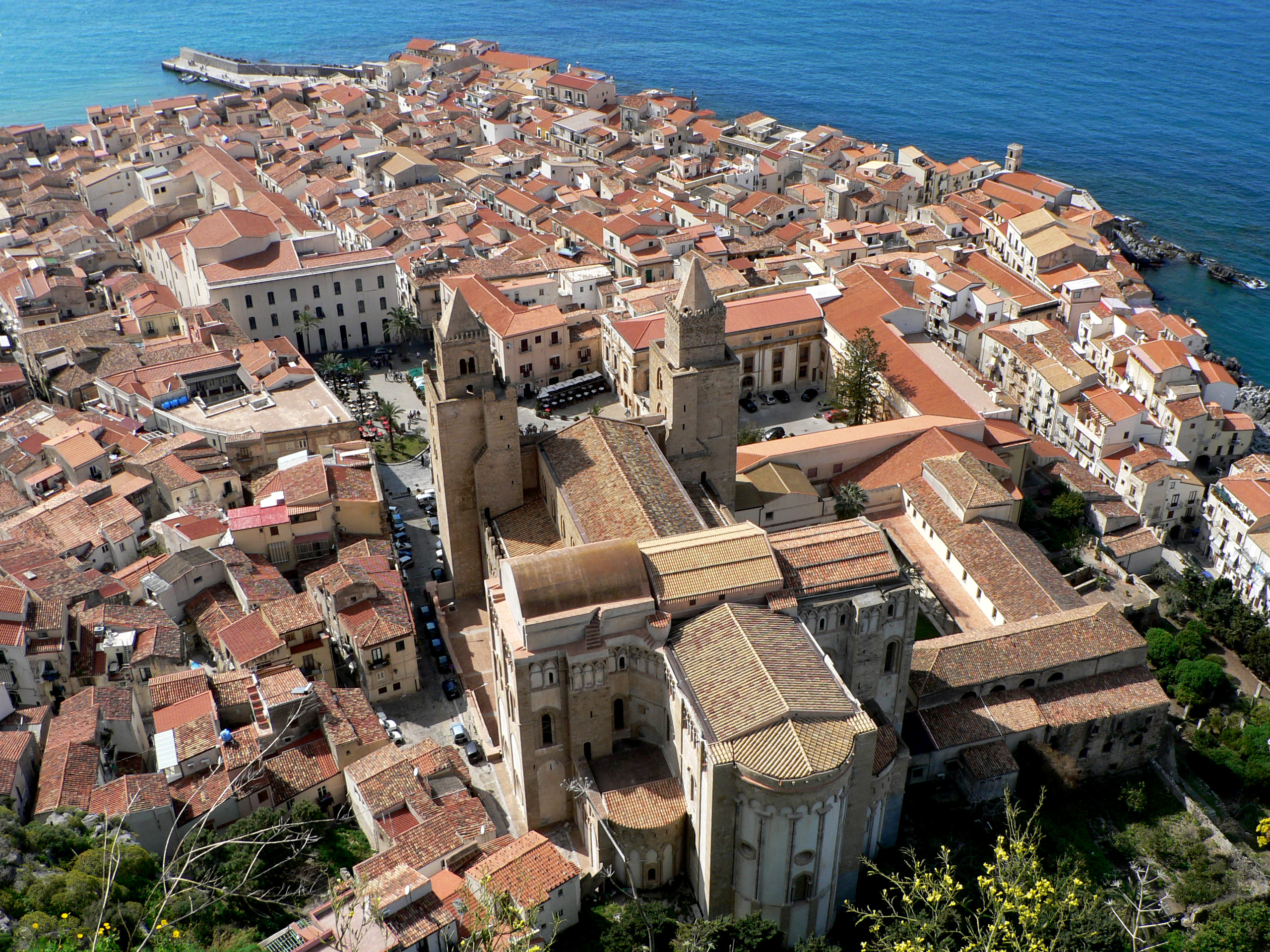
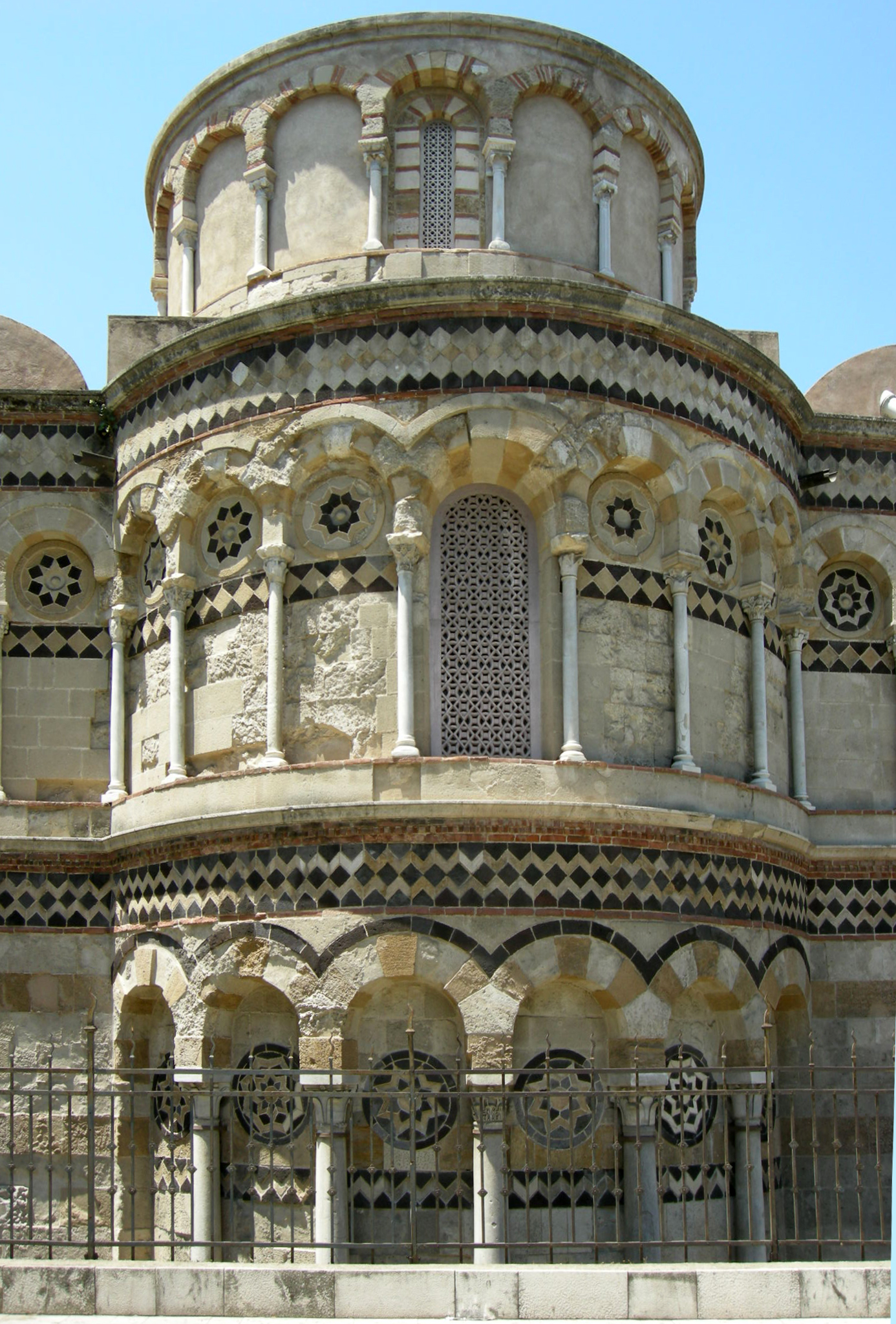
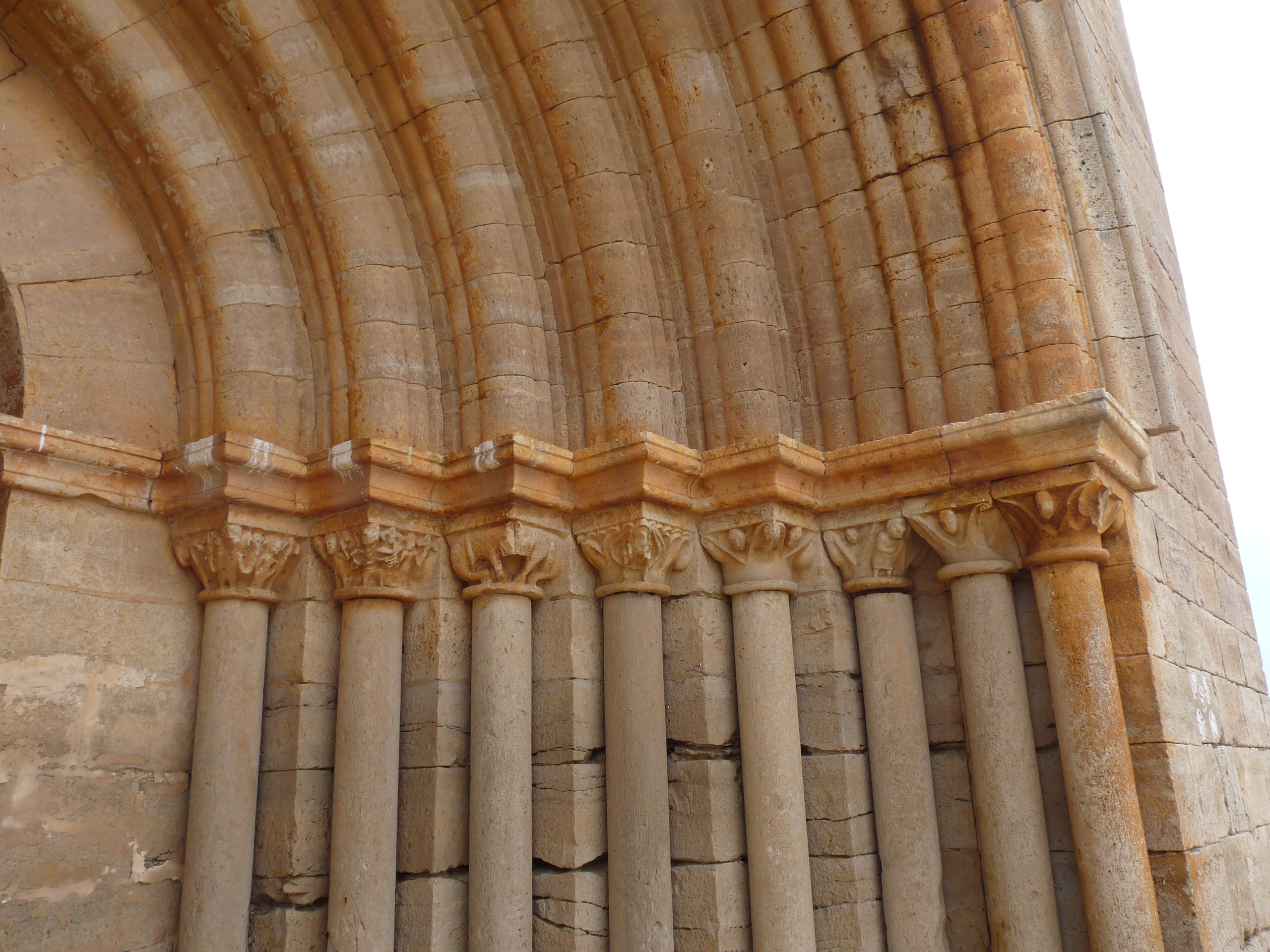
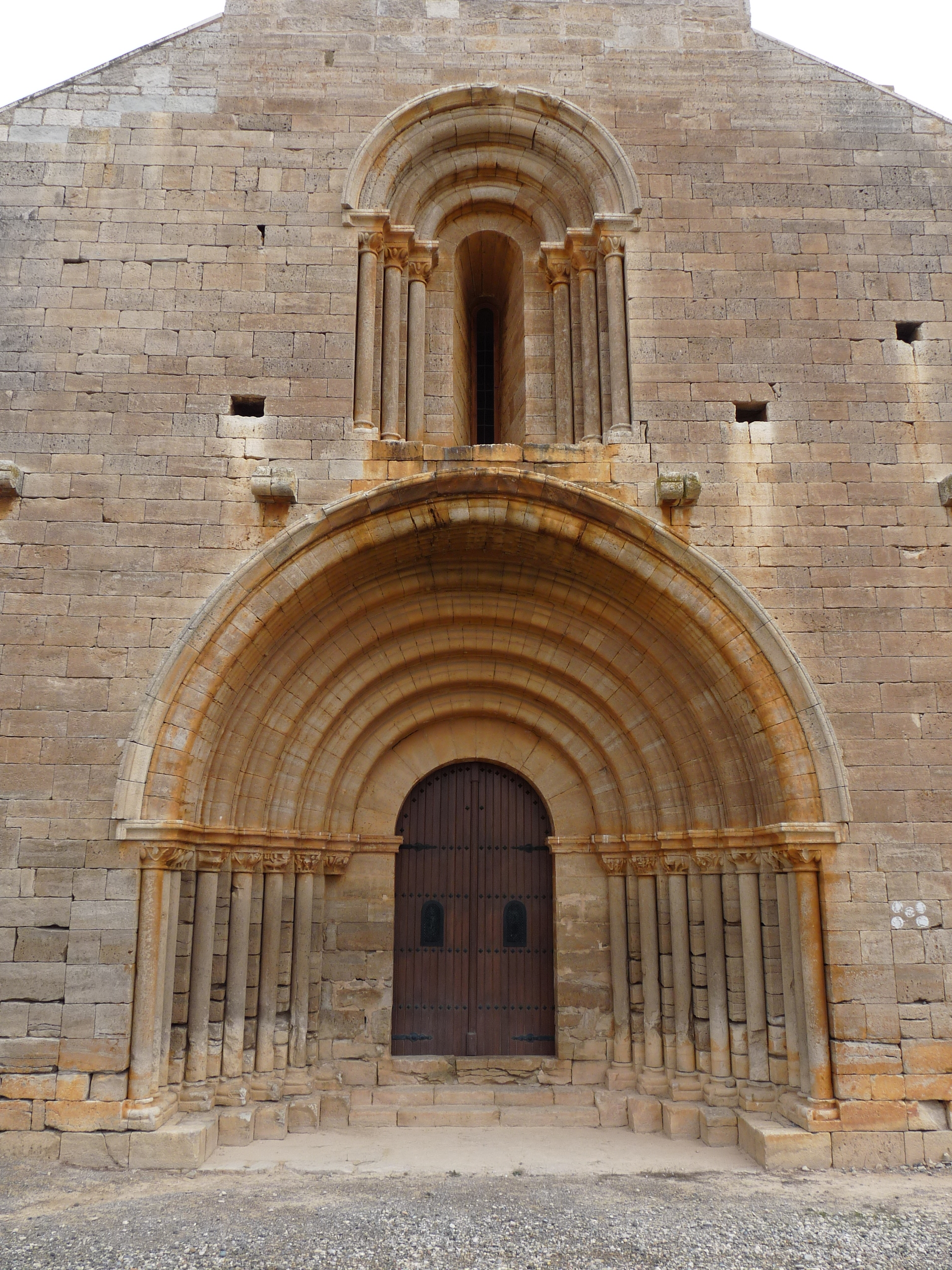
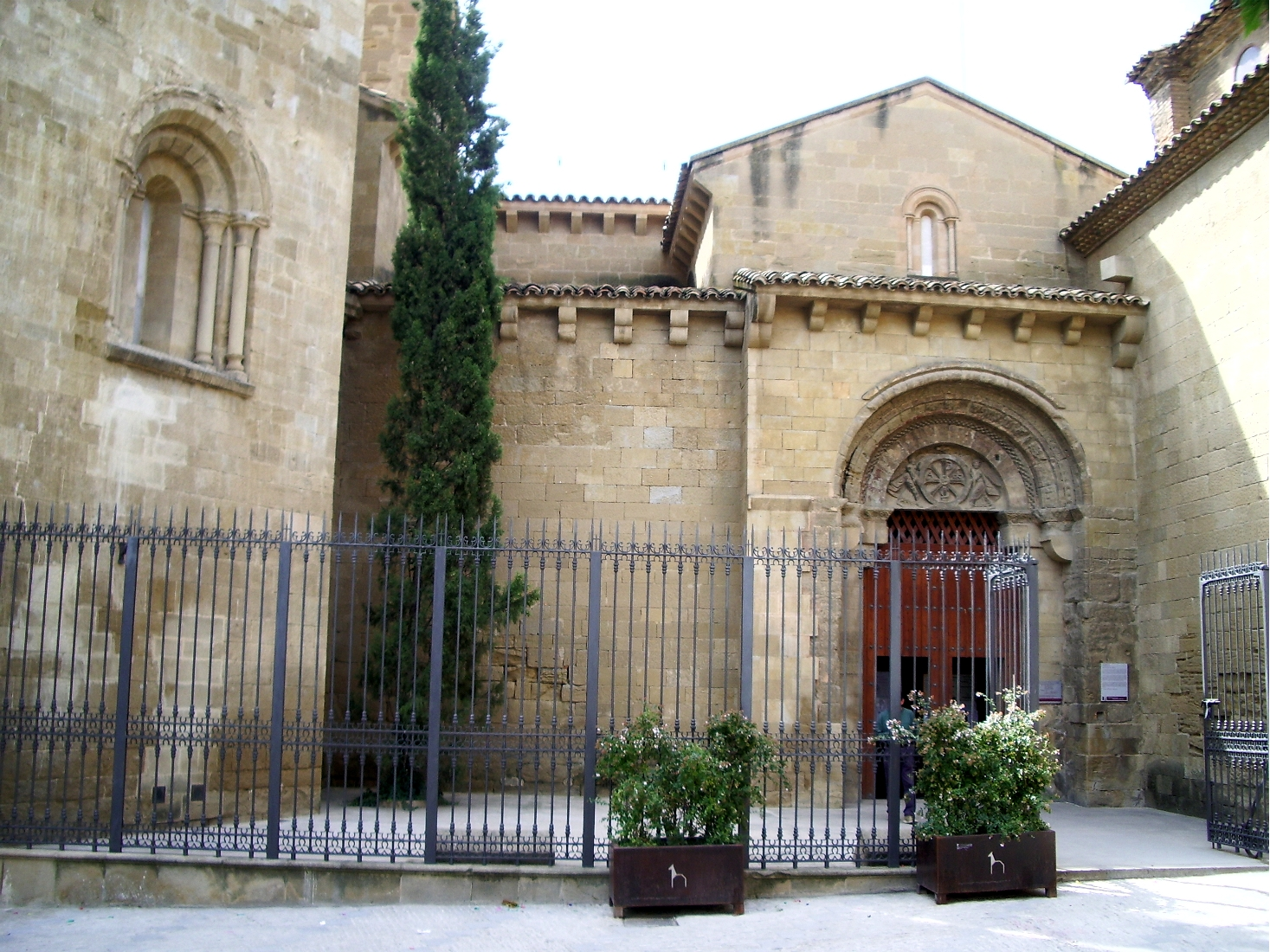
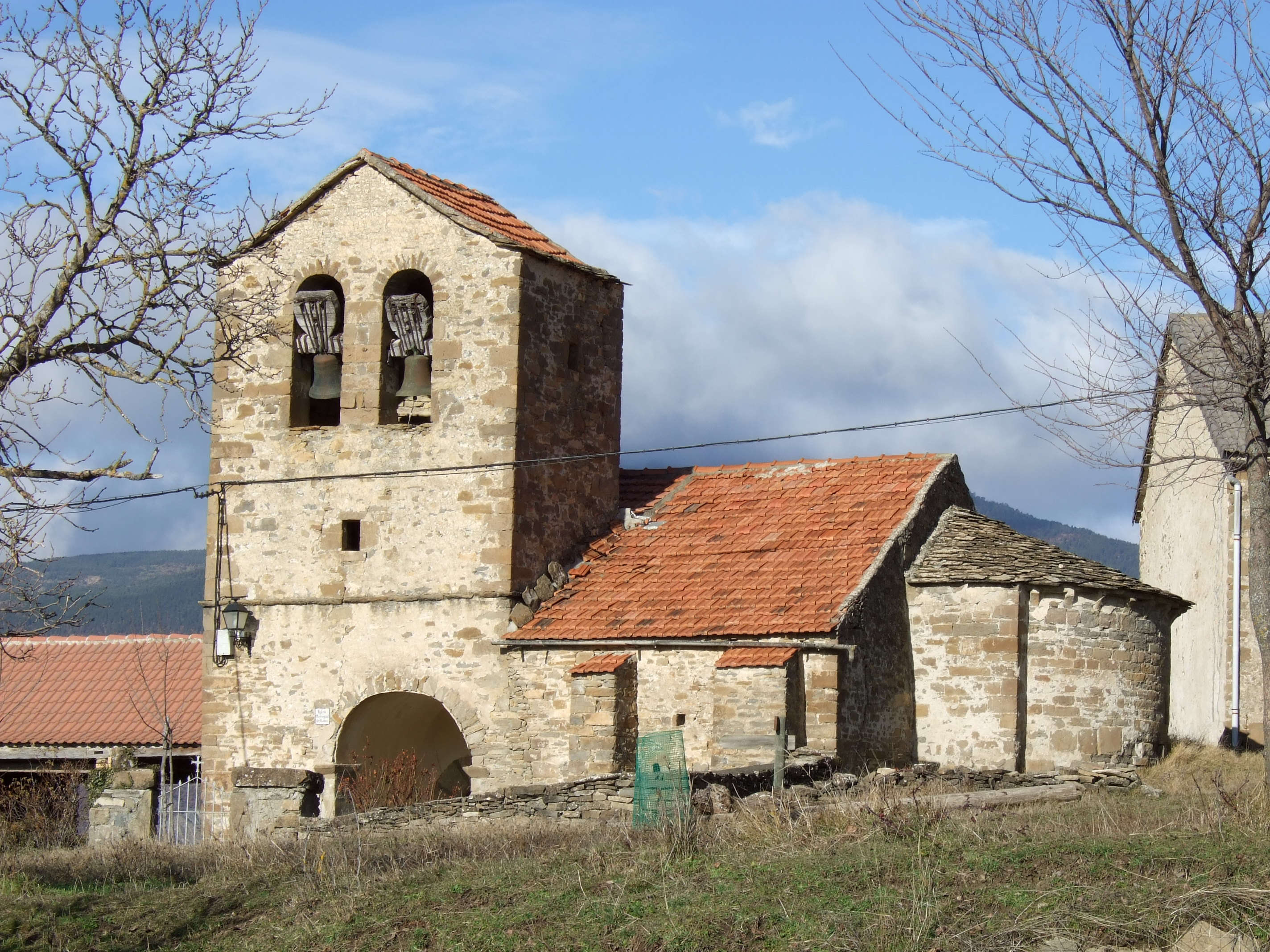
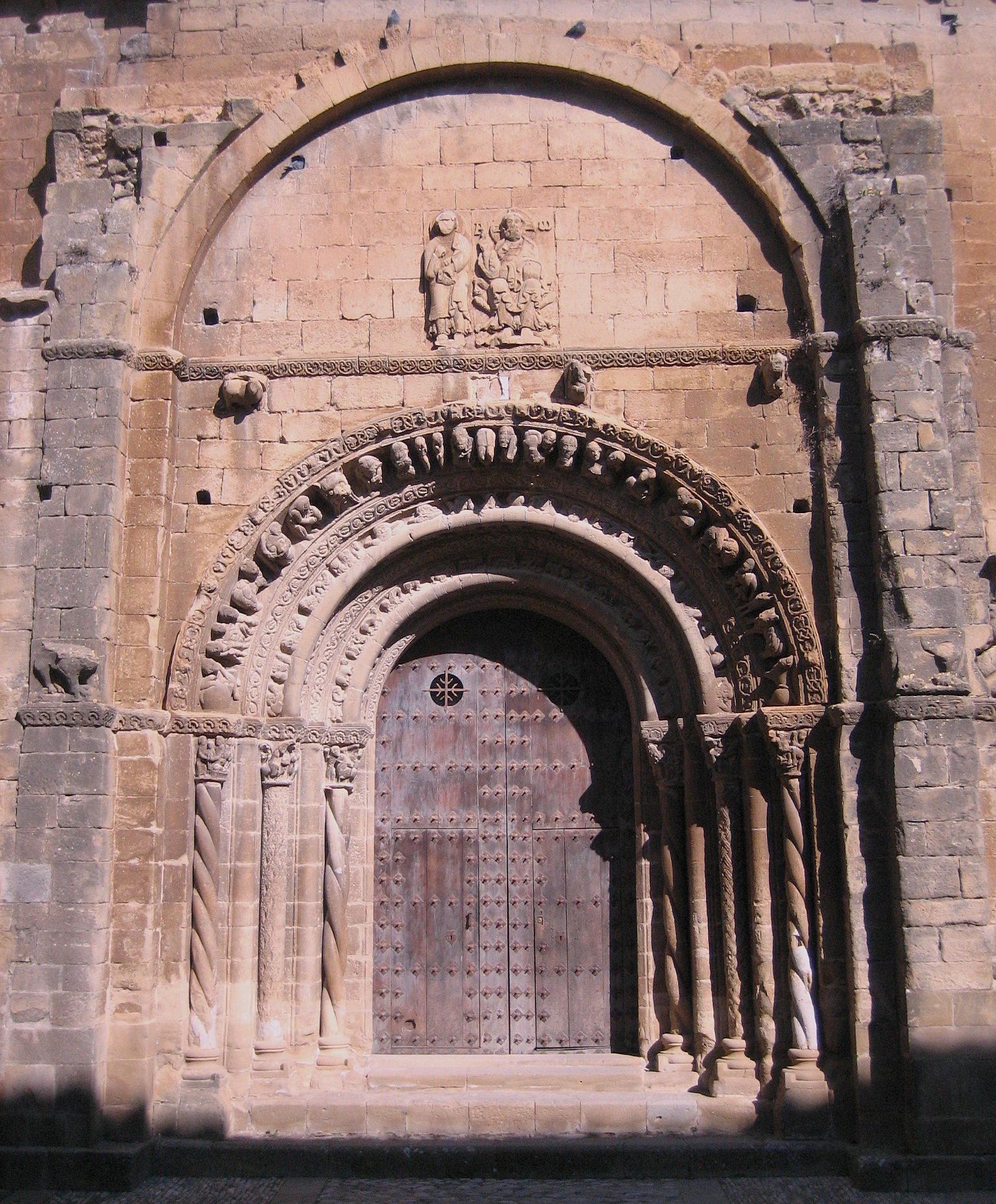
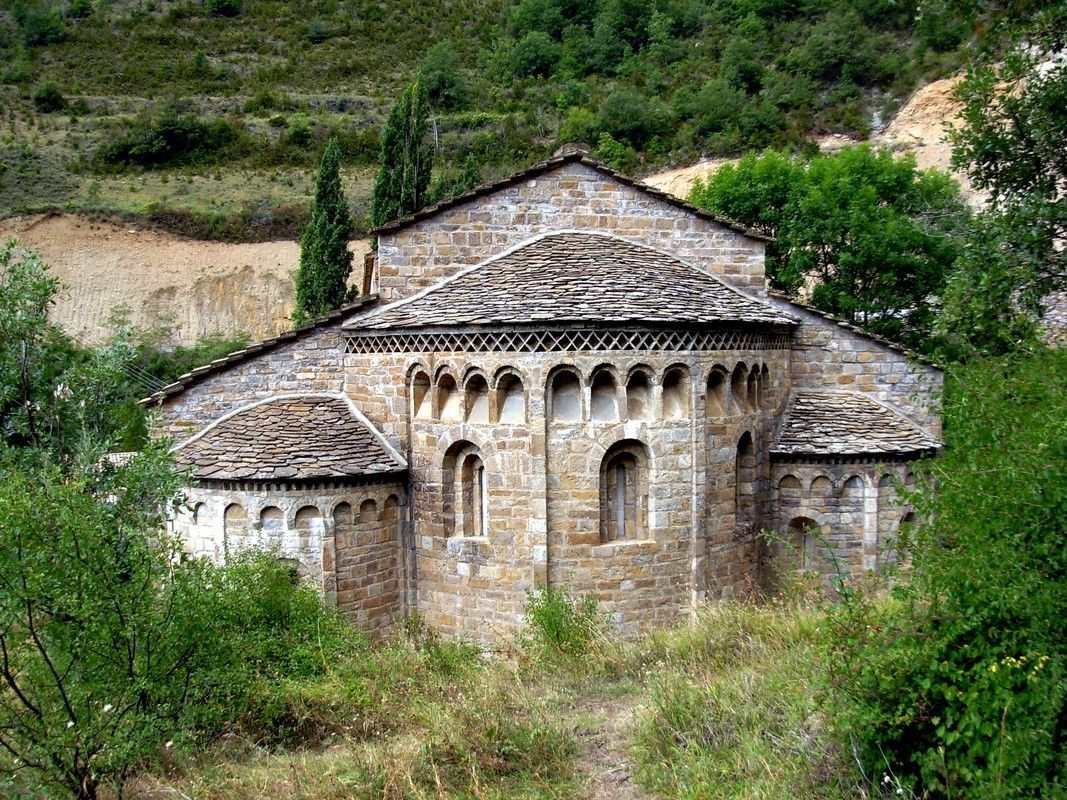
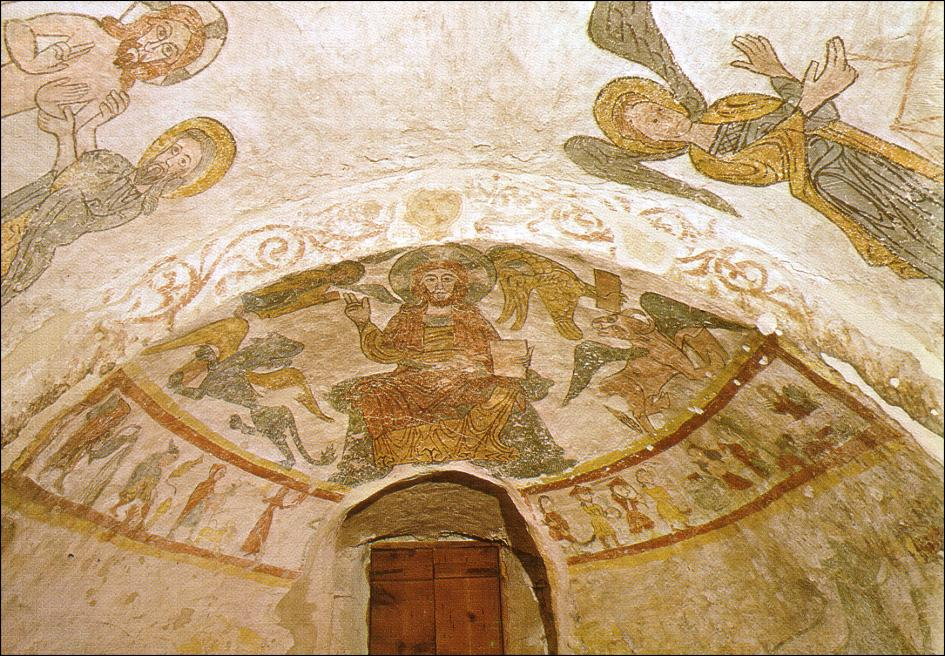
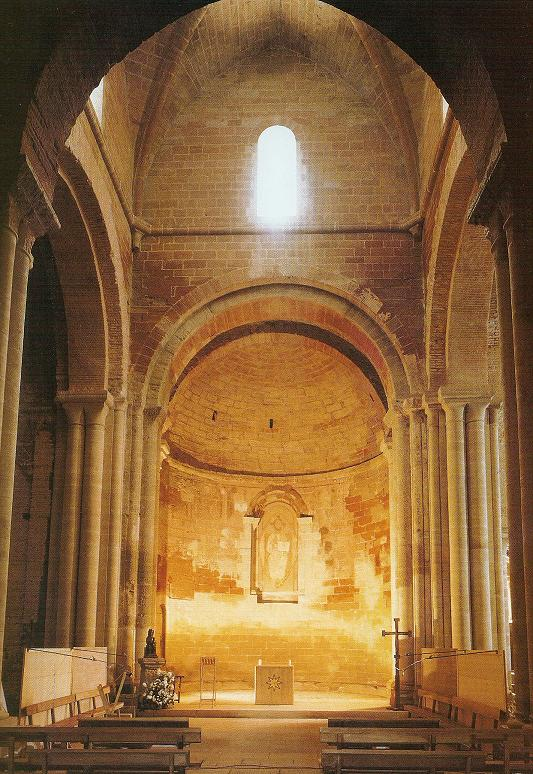
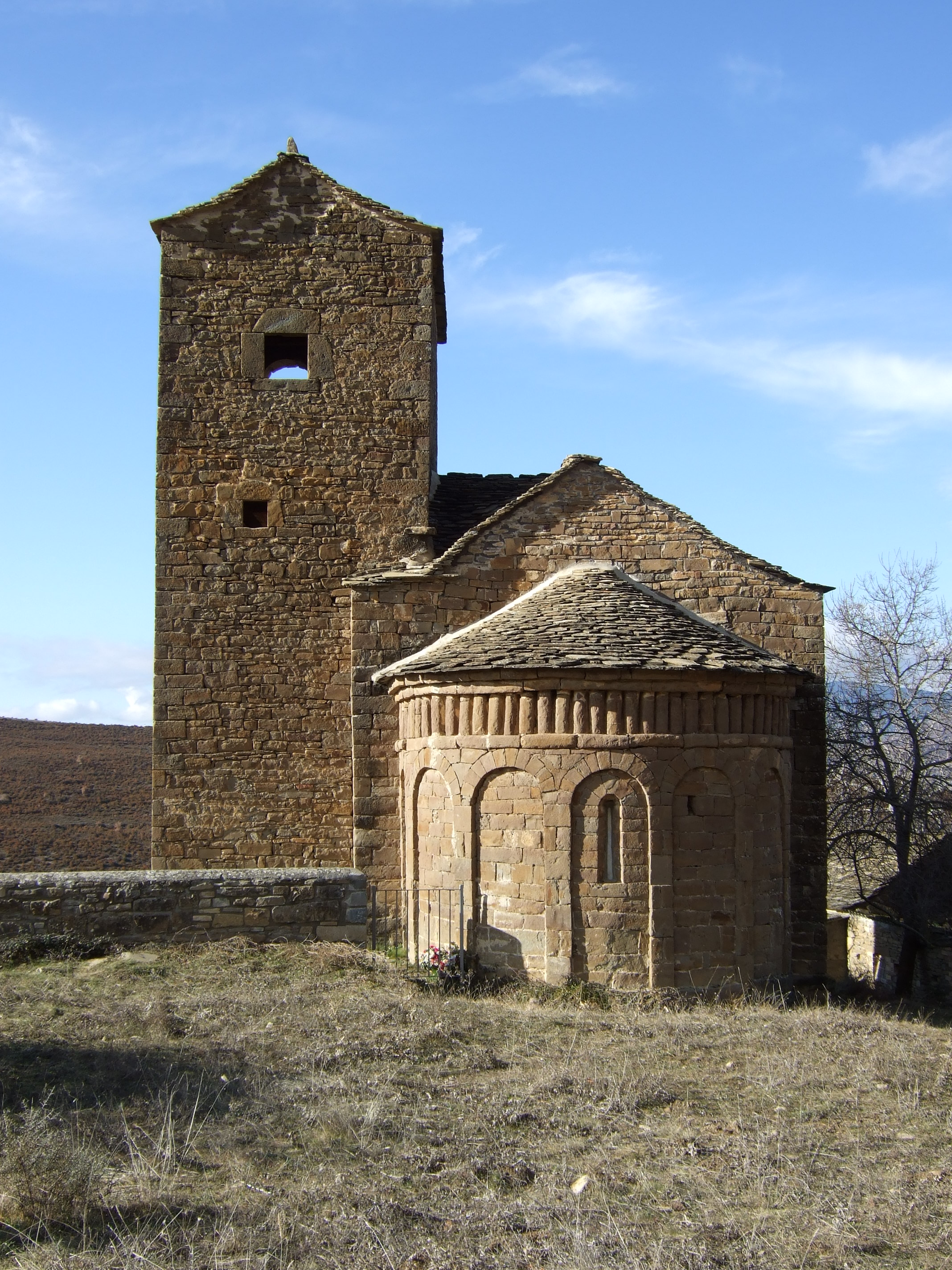
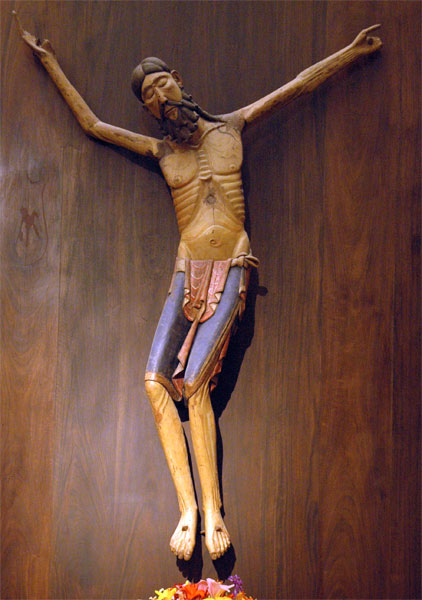
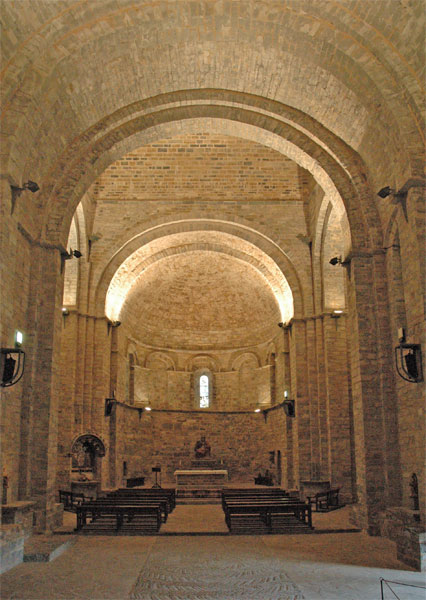
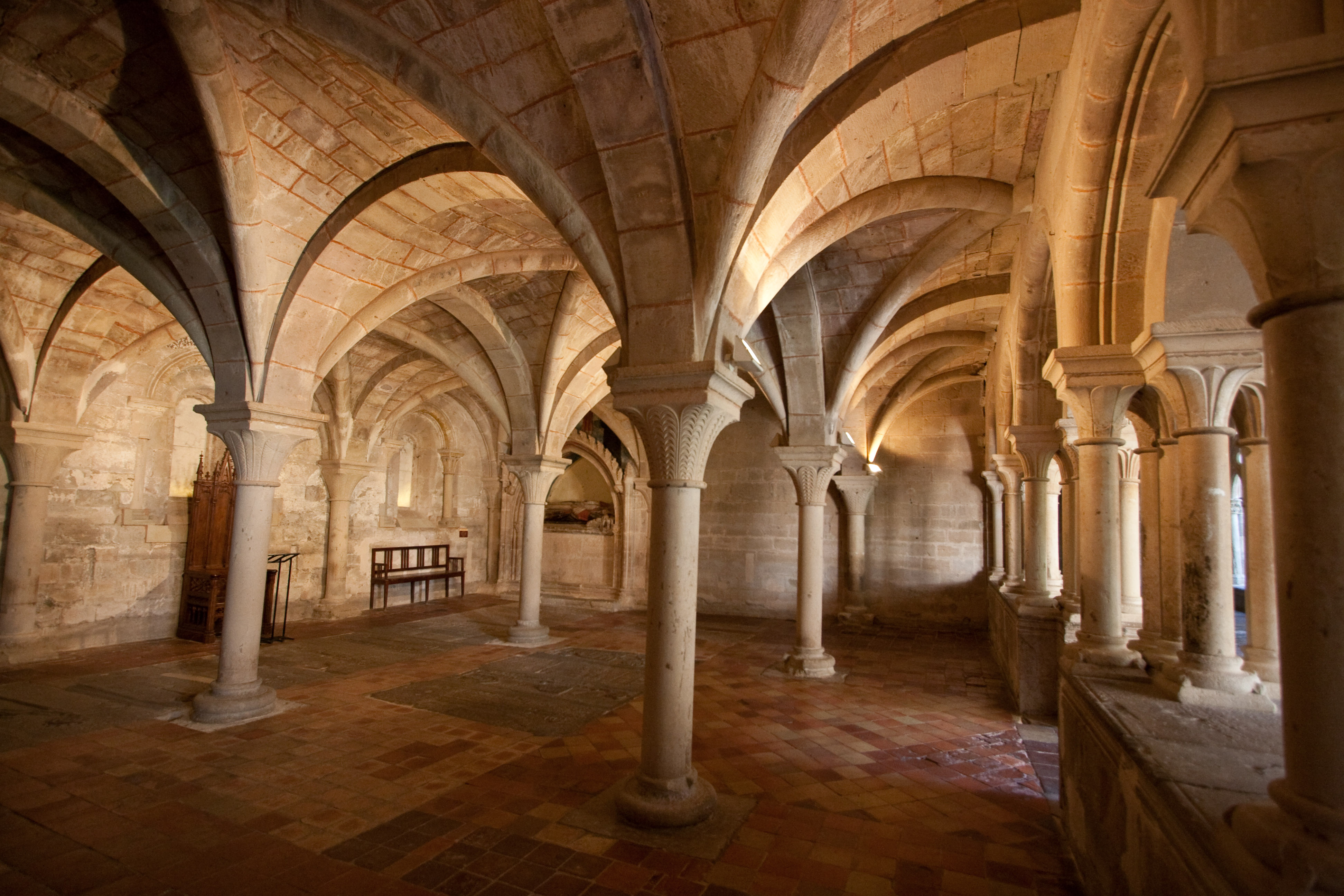
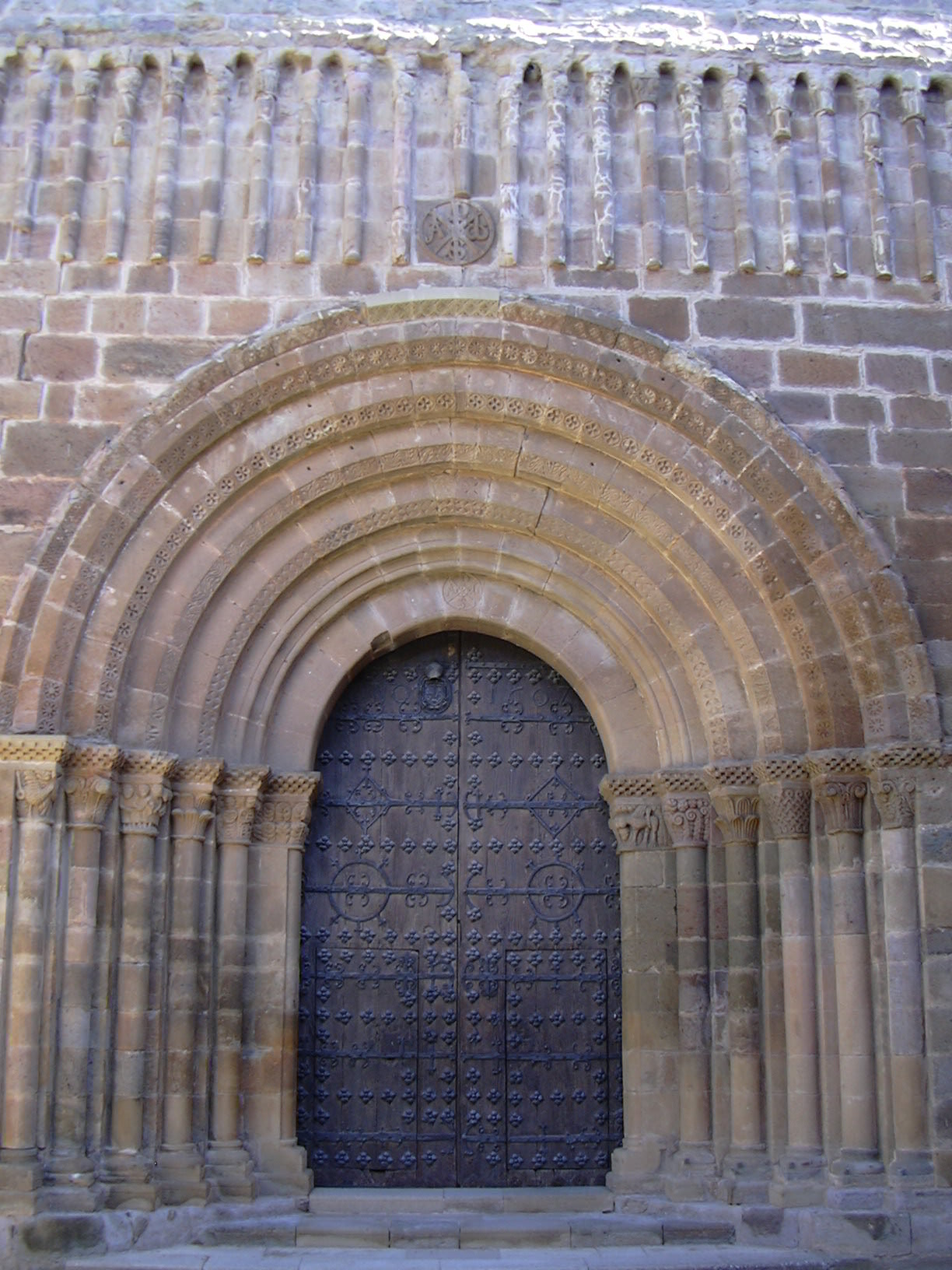
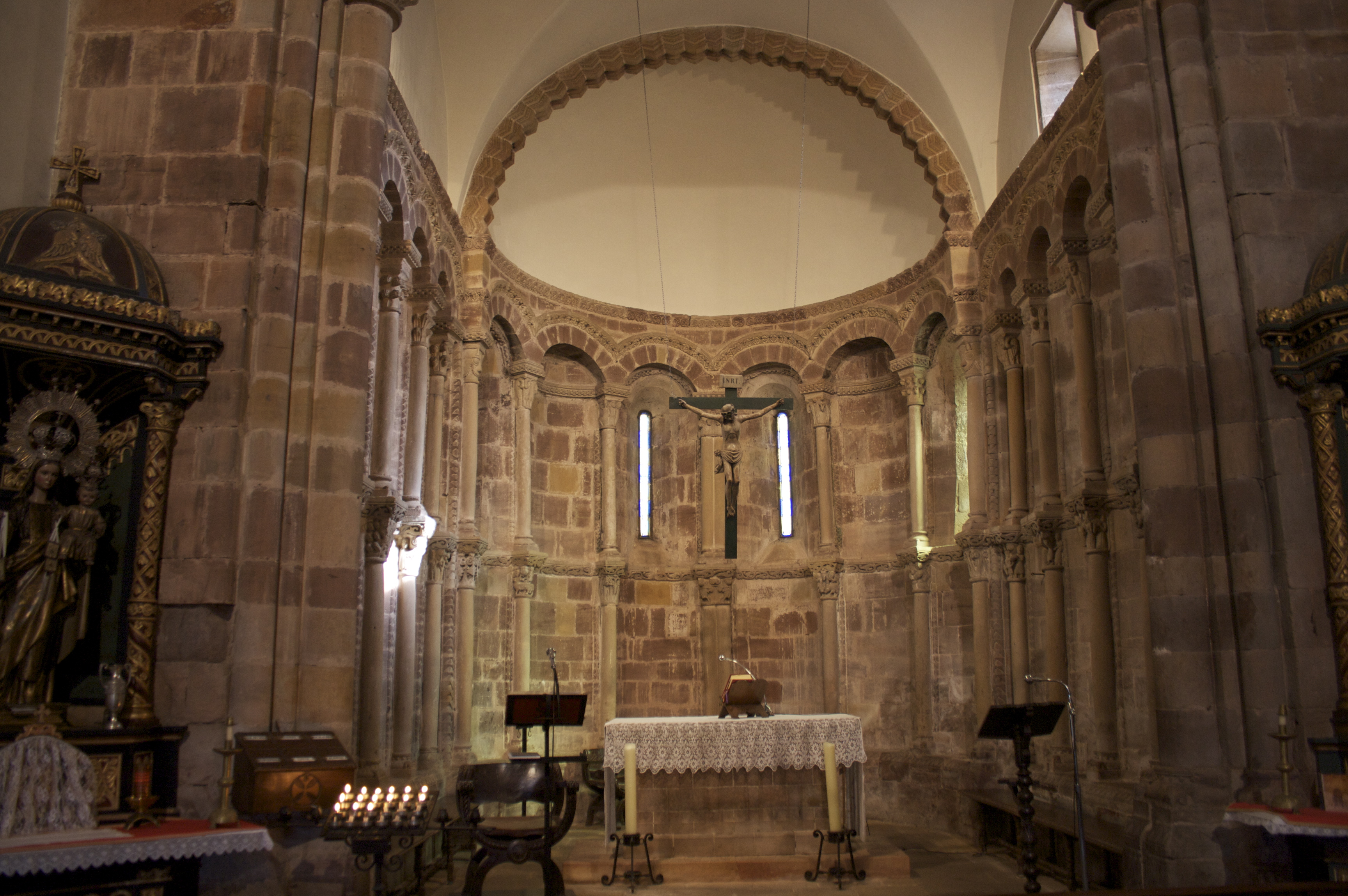
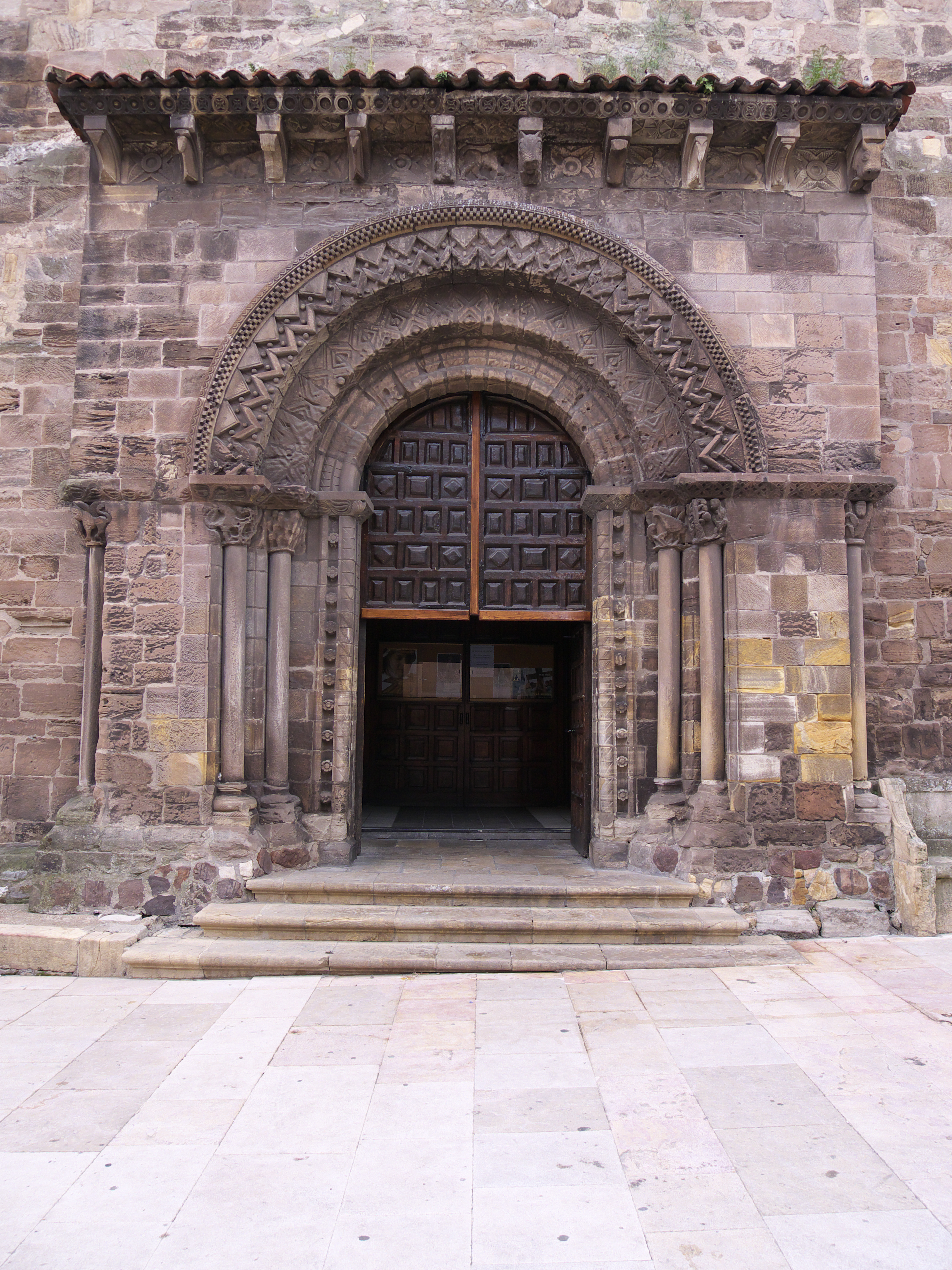
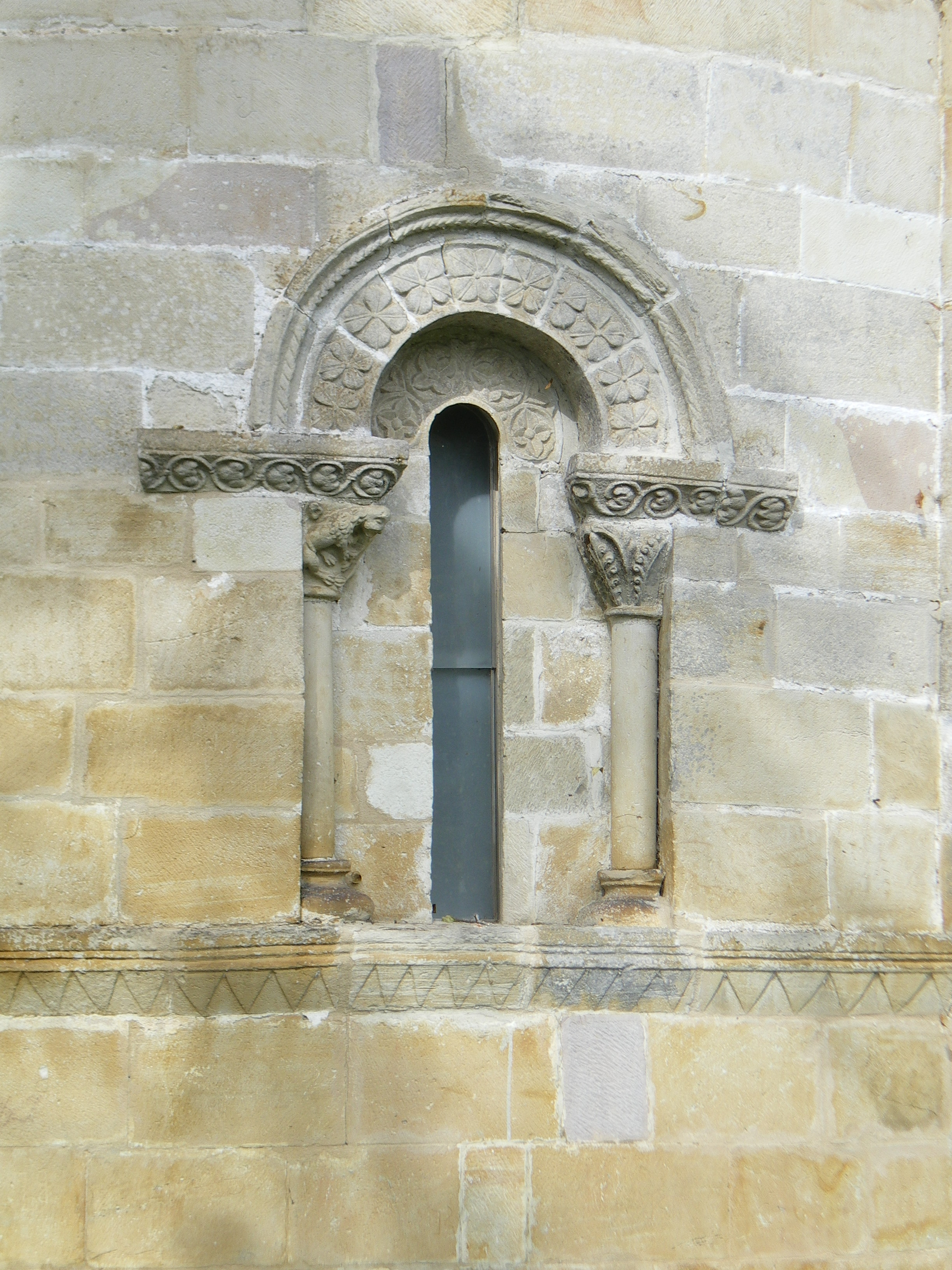
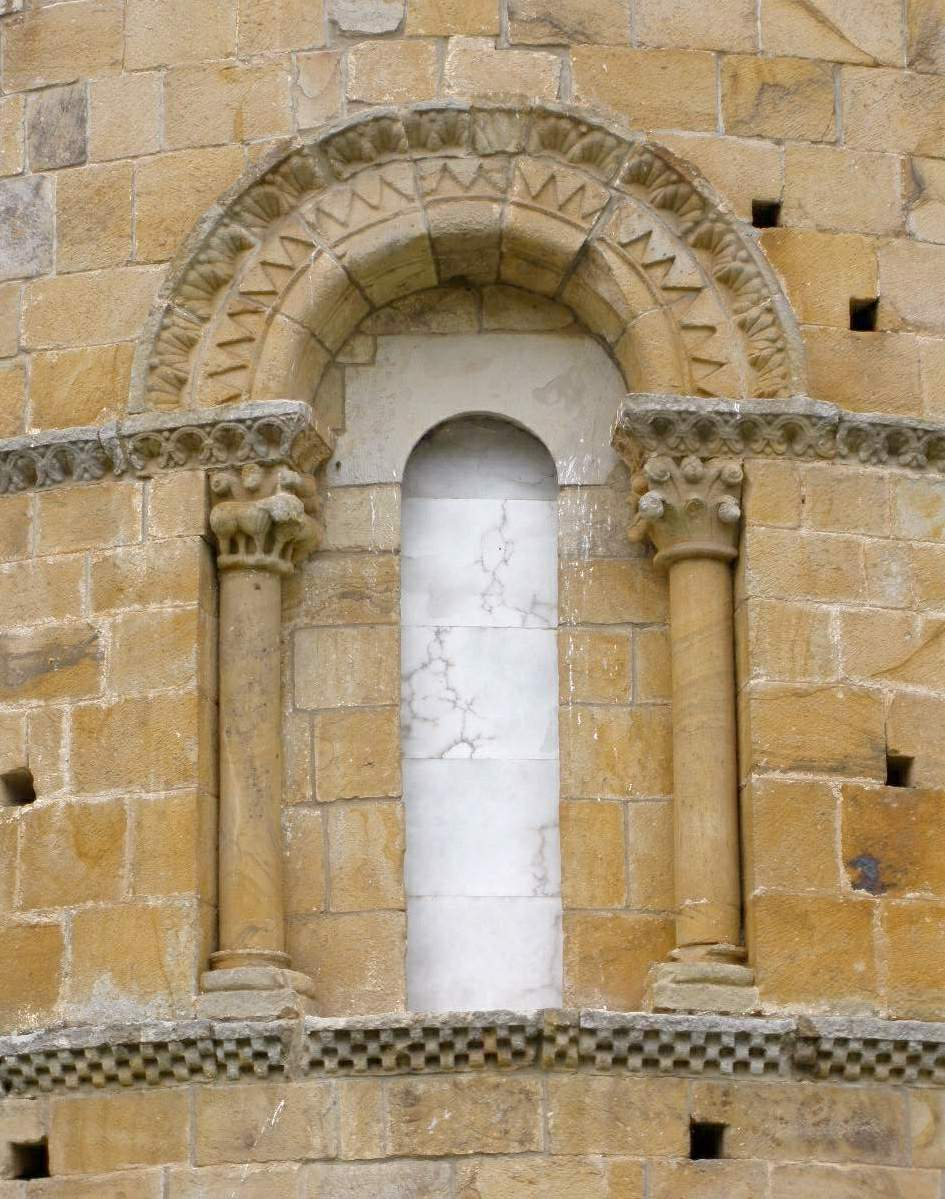
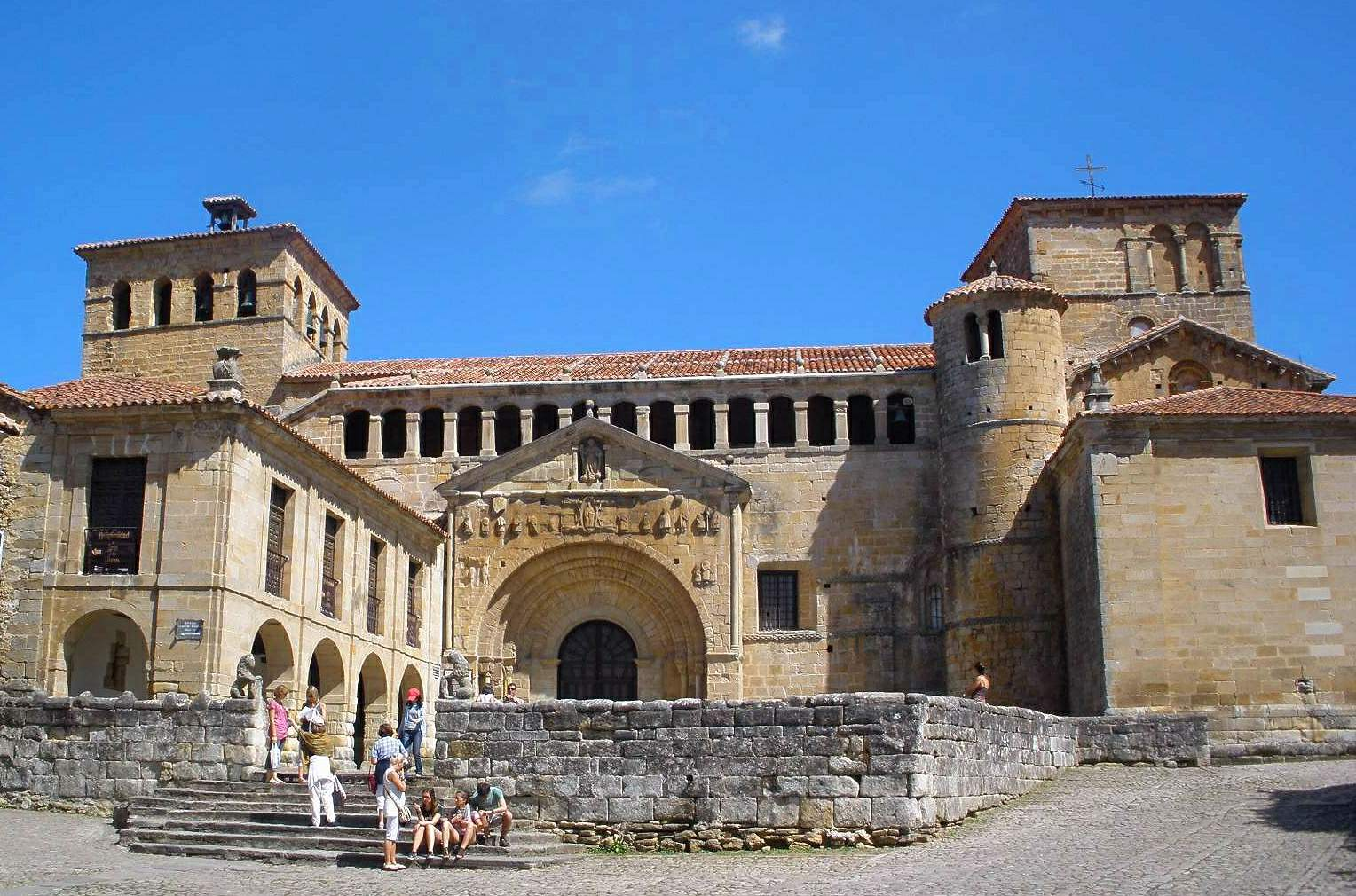
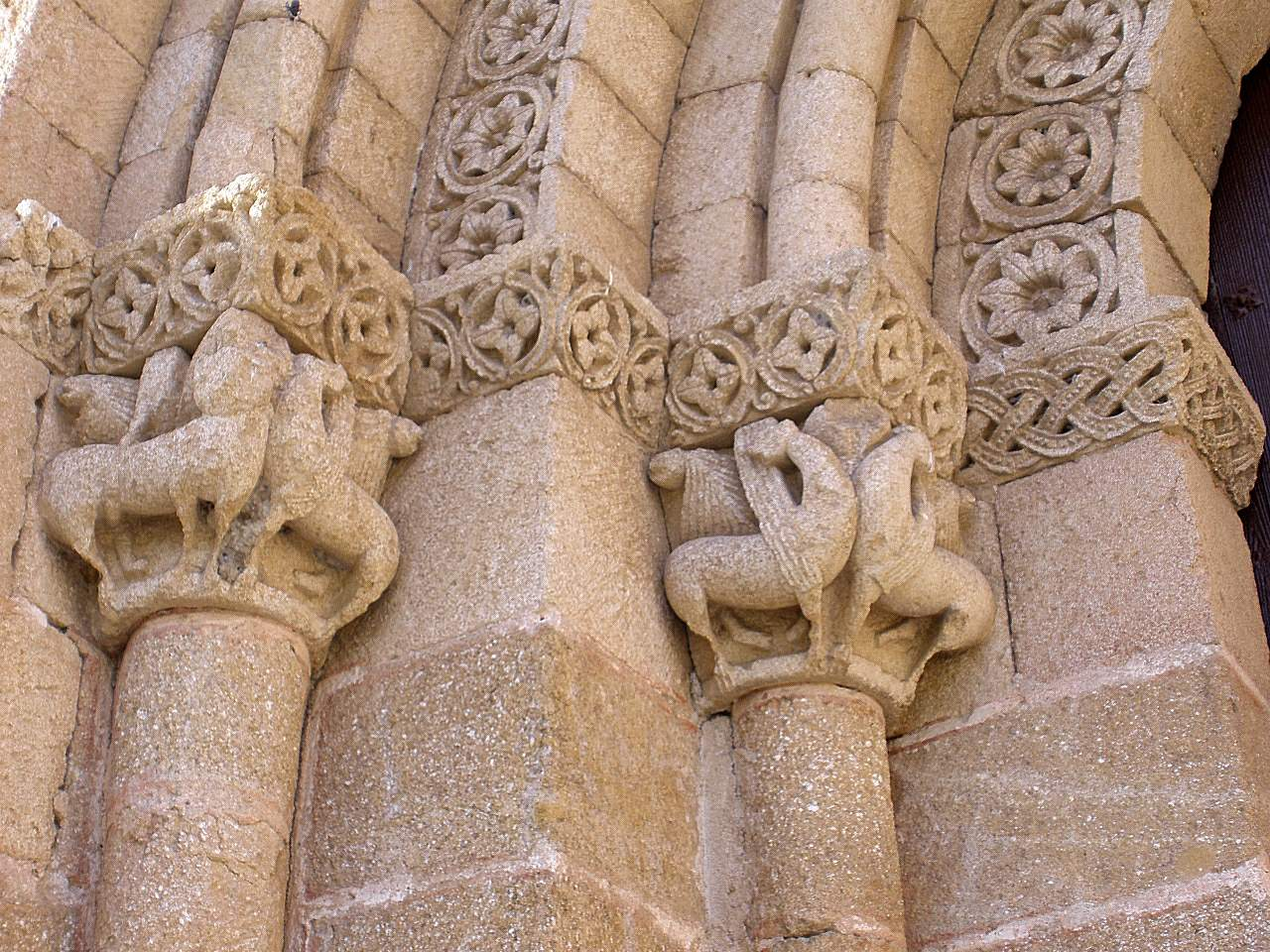
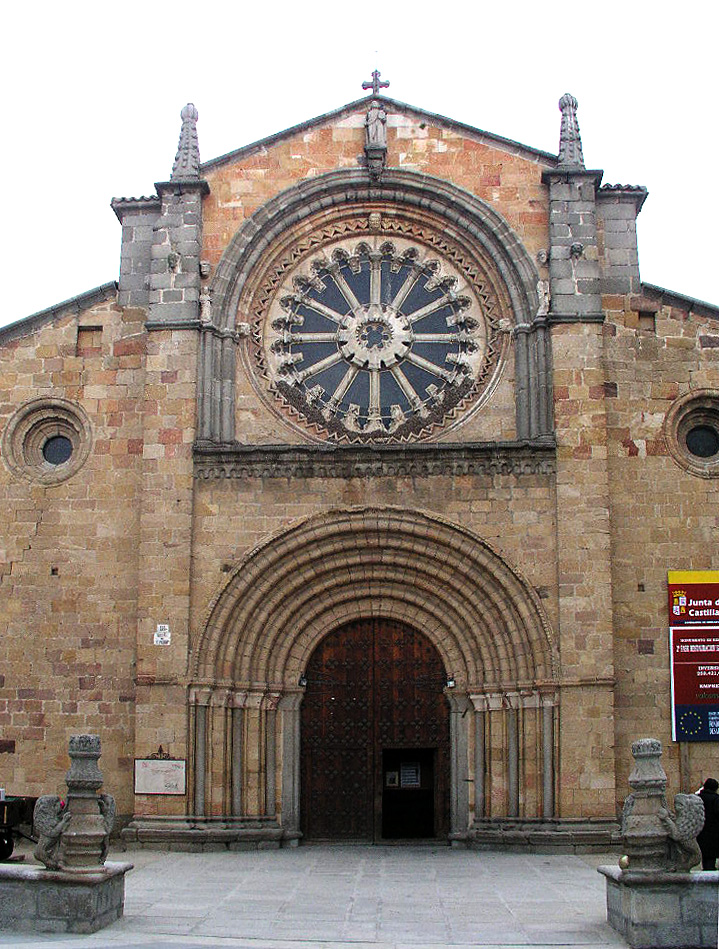
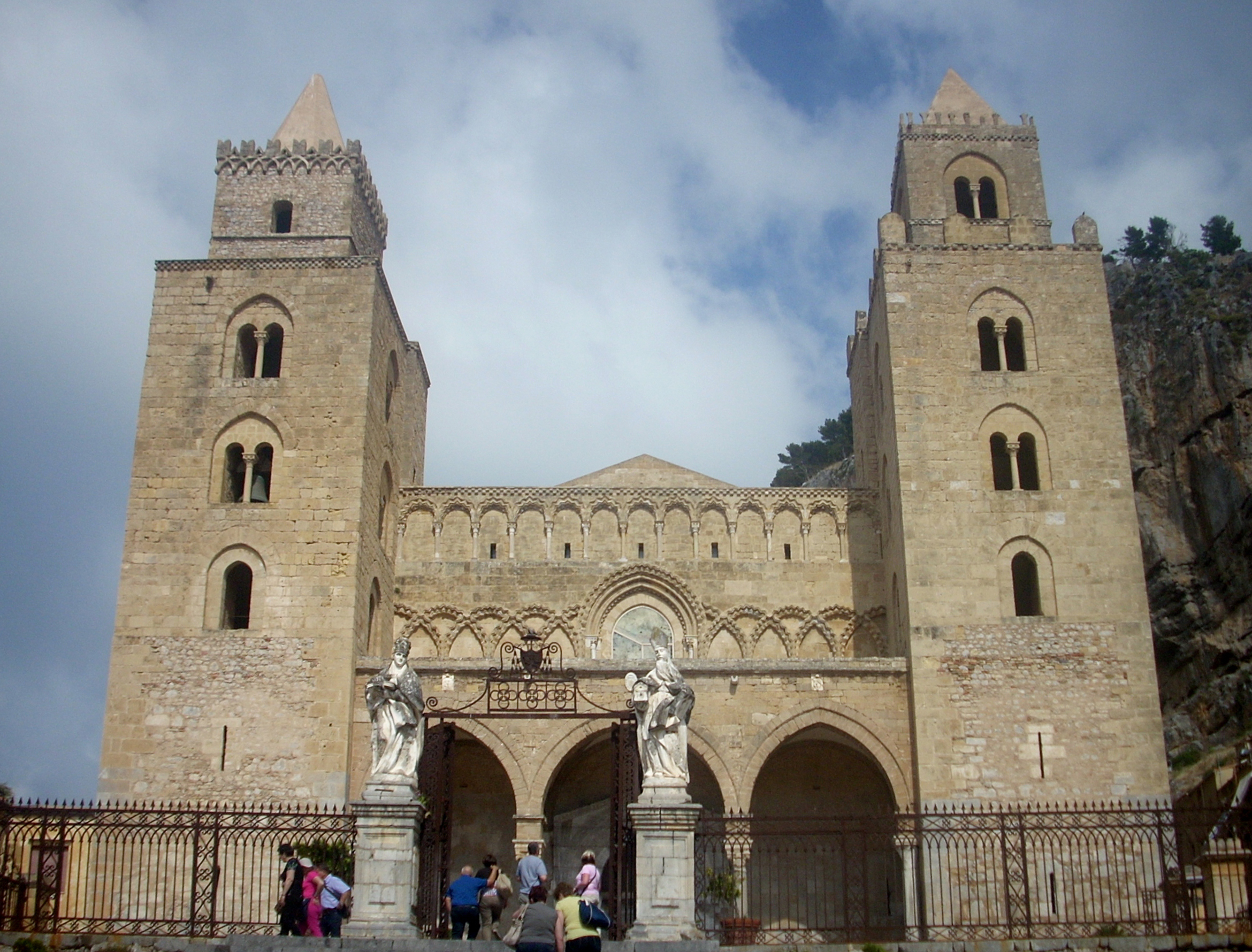
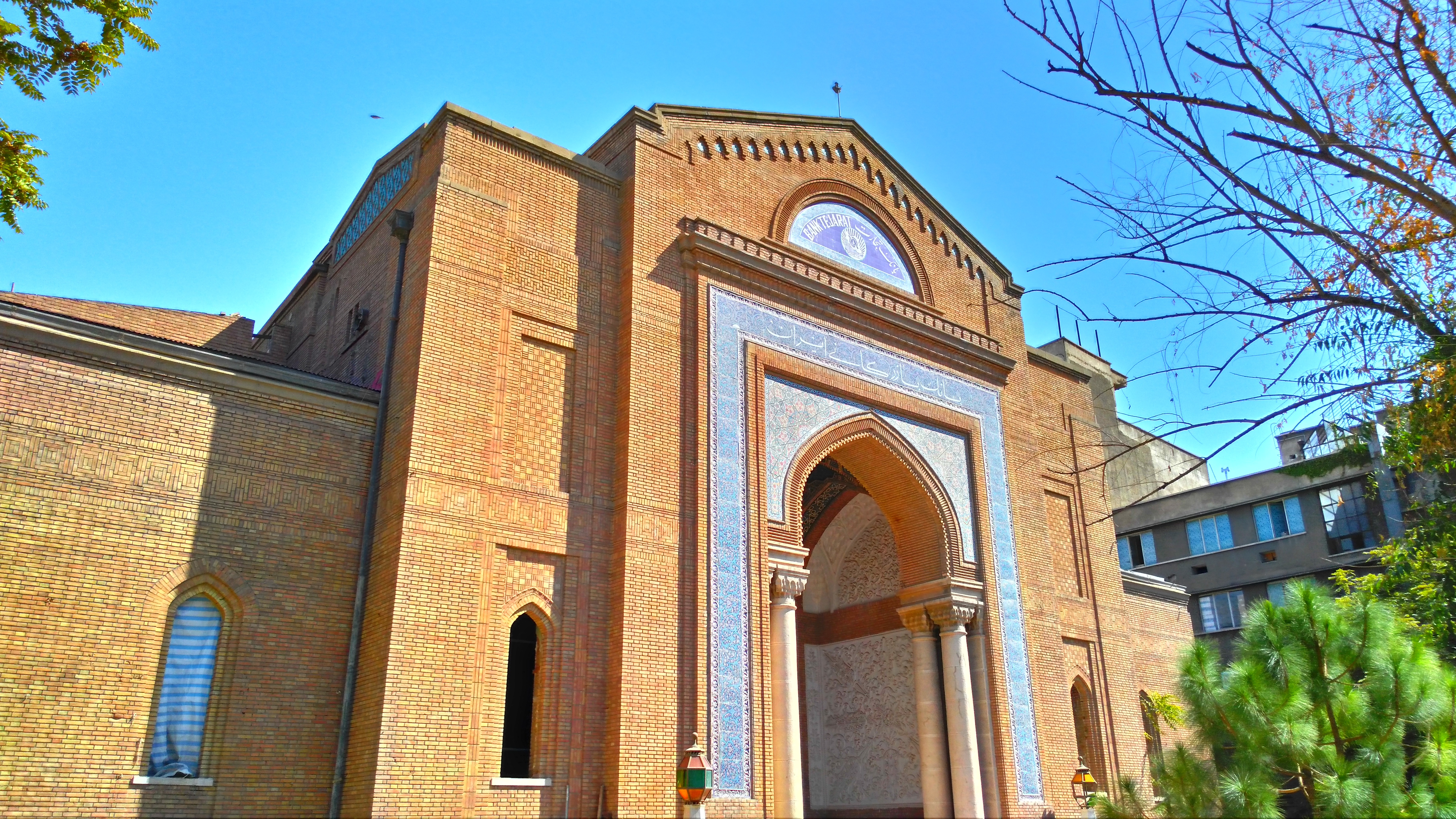